# Holzminden
Holzminden ist eine Mittelstadt im südlichen Niedersachsen. Das Mittelzentrum ist die Kreisstadt des Landkreises Holzminden in der Metropolregion Hannover-Braunschweig-Göttingen-Wolfsburg. Sie beherbergt einen Campus der Hochschule für angewandte Wissenschaft und Kunst Hildesheim/Holzminden/Göttingen.
Die im Zentrum des Weserberglands an der Weser gelegene Mittelstadt wird als „Stadt der Düfte und Aromen“ beworben; Symrise und Stiebel Eltron sind die wichtigsten Arbeitgeber der Stadt.

## Geographie

### Lage

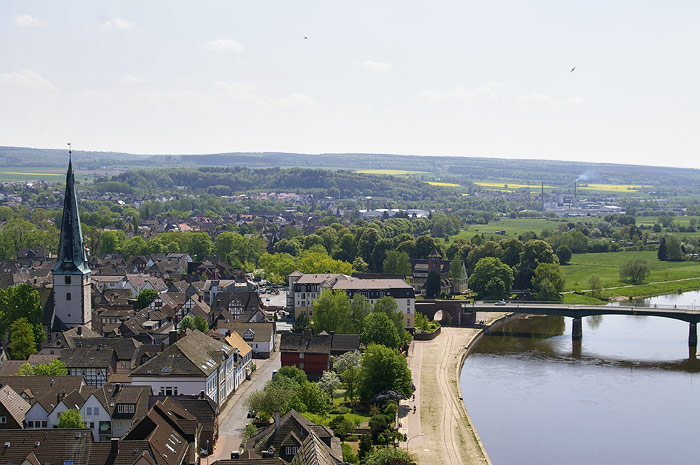
Altstadt und Weserkai

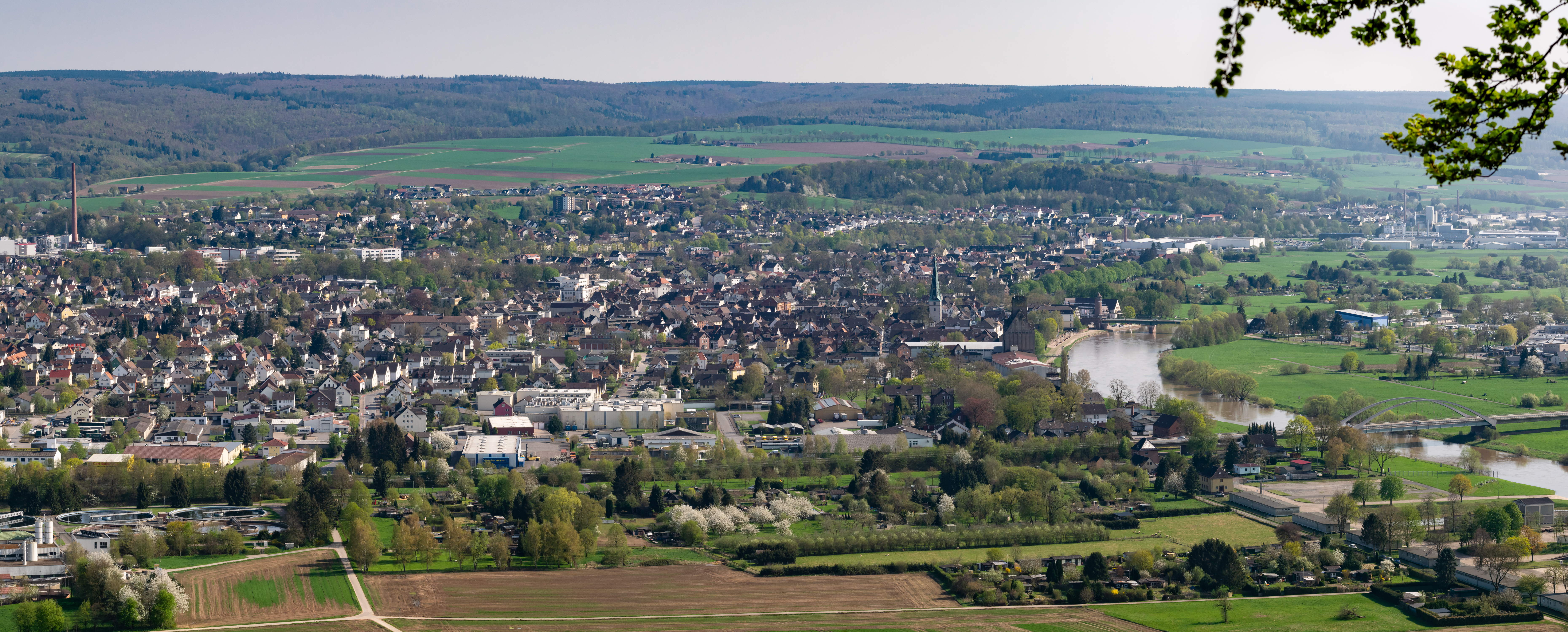
Blick vom Kiekenstein bei Stahle auf Holzminden

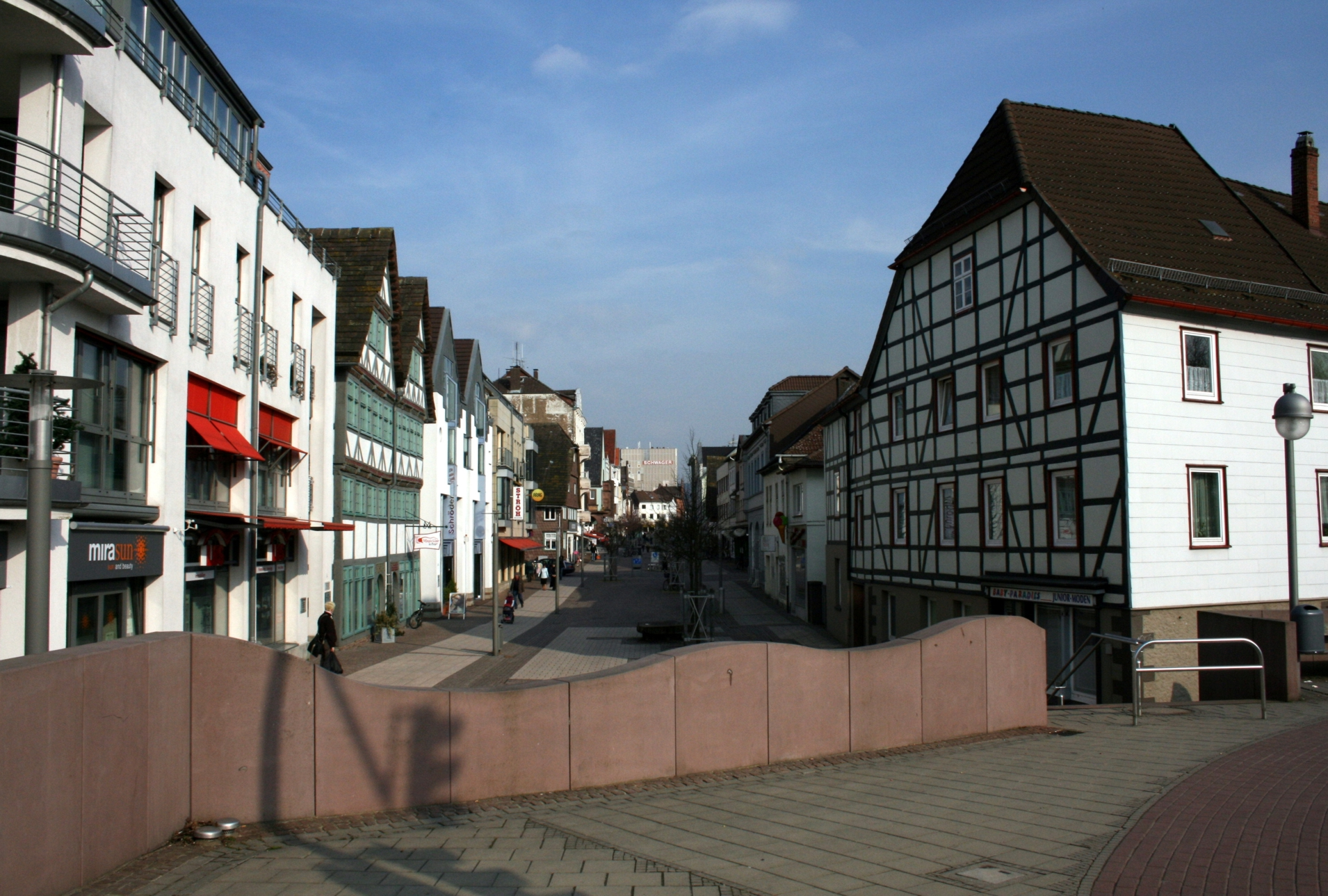
Stilisierte Stadtmauer am Anfang der Oberen Straße. Das Gebäude rechts wurde 2013 abgerissen. (Foto von 2007)

Holzminden liegt im oberen Weserbergland am Nordwestrand des Sollings im Oberen Wesertal. Etwas weiter nördlich befindet sich der Vogler und jenseits von diesem der Ith. Bis zur niedersächsischen Landeshauptstadt Hannover sind es auf Bundesstraßen etwa 80 km.
Die Stadt, die sich am östlichen Ufer der Oberweser befindet, wird in Südost-Nordwest-Richtung von der Holzminde durchflossen, in die im Stadtgebiet die von Osten kommende Dürre Holzminde einmündet; in diese wiederum fließt im östlichen Stadtteil Pipping der von Osten kommende Hasselbach. Direkt nach der Durchquerung des Stadtgebiets mündet die Holzminde am westlichen Stadtrand in die von Süden kommende Weser, die in einigen Holzmindener Stadtbereichen die Grenze zum westlich gelegenen Bundesland Nordrhein-Westfalen bildet.
Unmittelbar angrenzende bzw. nahe gelegene nordrhein-westfälische Ortschaften sind Lüchtringen, Stahle und Höxter. An der westlichen Uferseite der Weser liegt etwas weiter südlich von Holzminden und flussaufwärts das Kloster Corvey.

### Nachbargemeinden
Beginnend im Norden im Uhrzeigersinn grenzen an die Stadt Holzminden die Samtgemeinde Bevern mit dem Flecken Bevern und die gemeindefreien Gebiete Holzminden und Merxhausen (Landkreis Holzminden), das gemeindefreie Gebiet Solling (Landkreis Northeim), die Samtgemeinde Boffzen mit der Gemeinde Derental und das gemeindefreie Gebiet Boffzen (wiederum Landkreis Holzminden), sowie schließlich im Westen der zu Nordrhein-Westfalen gehörige Kreis Höxter mit seiner Kreisstadt Höxter.

### Stadtgliederung
Überblick
Die Stadt Holzminden besteht neben der Kernstadt und dem Ortsteil Allersheim aus den früheren Gemeinden Neuhaus im Solling und Silberborn. Diese Stadtteile kamen im Zuge der Gebietsreform 1973 hinzu. Sie liegen östlich der Kernstadt im Solling und bilden je eine Ortschaft mit Ortsrat. Auch die frühere Gemeinde Mühlenberg, die ebenfalls im Solling liegt, ist ein Holzminder Stadtteil und bildet eine Ortschaft mit Ortsvorsteherin oder Ortsvorsteher. Durch die im Vergleich zu anderen Städten geringe Zahl an Ortsteilen resultiert die Gesamtbevölkerung nur zu etwa zehn Prozent aus eingemeindeten Ortschaften.
Stadtteile
Die wesentlichen Holzminder Stadtteile haben diese Flächen:
- Holzminden Kernstadt: 2726,99 ha
- Neuhaus im Solling: 5150,84 ha
Fohlenplacken gehört mit eigenem Ortsschild zu Neuhaus im Solling
- Silberborn: 926,70 ha
Torfhaus gehört mit eigenem Ortsschild zu Silberborn
- Mühlenberg: 20,02 ha

### Ausdehnung und Nutzung des Stadtgebiets
| Fläche nach Nutzungsart | Landwirtschaftsfläche | Waldfläche | Gebäude-, Frei- und Betriebsfläche | Verkehrsfläche | Wasserfläche | Erholungsfläche | Unland und Friedhofsfläche | Gesamt |
| ----------------------- | --------------------- | ---------- | ---------------------------------- | -------------- | ------------ | --------------- | -------------------------- | ------ |
| Fläche in km²           | 18,36                 | 53,61      | 7,29                               | 4,49           | 0,87         | 1,58            | 2,04                       | 88,24  |
| Anteil an Gesamtfläche  | 20,8 %                | 60,8 %     | 8,3 %                              | 5,1 %          | 1,0 %        | 1,8 %           | 2,3 %                      | 100 %  |

## Geschichte

### Siedlungskern Altendorf
Erstmals erwähnt wurde Holzminden 832 in mehreren Corveyer Schenkungsregistern und Urkunden unter dem Namen Holtesmeni, Holtesmini, Holtesmynne. Nach Jacob Grimm bedeutet der Name so viel wie „Waldgeschmeide“, während Edward Schröder den zweiten Namensteil in seinem Werk „Deutsche Namenkunde“ von 1938 von einer alten germanischen Bezeichnung für einen Bach ableitet: menni = Bach. Hierbei wird aber nicht der Ort der heutigen Kreisstadt, sondern ursprünglich das 1922 eingemeindete Altendorf (1275 antiqua villa) bezeichnet, eine Siedlung am Hellweg, der hier die Weser überschritt.
Neben der Siedlung Altendorf, die 1275 als antiqua villa und 1494 als Oldenholtesminne sowie Oldendorpe in den überlieferten Schriften erscheint, entstand vermutlich zwischen 1197 und 1202 als Markt- und Zollstädte der Grafen von Everstein die nova plantatio (neue Gründung), deren planmäßige Anlage im Grundriss noch deutlich erkennbar ist.

### Stadtanlage und Entwicklung im Mittelalter
Im Jahre 1245 erhielt Holtesminne (Holzminden) die Bestätigung seines wichtigen Stadtrechtes durch Otto von Everstein; seit 1240 war dieser auch im Besitz der Burg Holzminden an der Weser.
Otto verkaufte die Stadt 1285 an den Kurkölner Erzbischof Siegfried. Mit Hilfe seines Marschalls Johann I. kam die Stadt an den Lipper Grafen Simon III. Im Jahre 1384 wurde sie vom Mindener Bischof niedergebrannt und ca. zehn Jahre später von einem Bündnis bestehend aus dem Corveyer Bischof, dem Eversteiner Grafen, dem Homburger Edelherren und Herzog Otto I., dem Lipper Grafen wieder abgerungen.
In dieser Zeit befand sich vermutlich im 14. und 15. Jahrhundert bei Holzminden auf einer Weserinsel die Wehrstätte Weddelfort. Die Insel selbst verschwand erst im Laufe des 17. Jahrhunderts.
Im Jahre 1394 wurde zwischen Corvey und Everstein ein Borchfrede to Holtesmynne geschlossen, der ihre Auseinandersetzungen mit dem Haus Braunschweig-Wolfenbüttel und den Homburger Edelherren dokumentierte. Mit der Eversteiner Fehde und Güterübertragungen der Gandersheimer Äbtissin Agnes II. setzte sich Braunschweig-Wolfenbüttel in der Region durch und die Stadt gelangte in ihren Besitz.
In einem Mandat an den Abt zu Corvey vom 18. April 1540 wurde das Stettlin Holzmin von Kaiser Karl V. in Schutz genommen. Die Befestigungsanlagen der Stadt wurden allerdings nicht, wie es für die Mehrzahl der Städte zutrifft, zu einer mit Türmen bewehrten Ummauerung ausgebaut, sondern man begnügte sich mit der Beibehaltung der anfänglichen einfachen Hafenbefestigung (Wall und Palisade). Ende des 16. Jahrhunderts wurde die Burg Holzminden aufgegeben; deren Ruinen wurden erst 1860 endgültig abgebrochen.
Im Jahre 1565 wurde im westlichen Teil des noch heute bestehenden Marktes ein spitzgiebeliges Rathaus errichtet, welches das Stadtgericht, die Kämmerei, einen Hochzeits- und Gildensaal und einen Ratskeller beherbergte. Es überstand zahlreiche Kriegswirren und Altstadtbrände und wurde 1821 wegen Baufälligkeit abgerissen.

### 17. und 18. Jahrhundert
In der Folgezeit unternommene Versuche, ihre wirtschaftliche Stellung gegenüber dem benachbarten Höxter zu stärken (unter anderem erster Holzbrückenbau 1619, der durch Eisgang 1620 zerstört wurde), erstickte der Dreißigjährige Krieg. Holzminden wurde 1640 von kaiserlichen Truppen zerstört und niedergebrannt und erholte sich davon nur langsam. Maßgeblich an dem Aufbau der Stadt beteiligt waren auch Handwerker aus Kroatien.
Schon vor 1700 hat eine Kaiserliche Thurn und Taxissche Post bestanden. Die braunschweigische Landespost bestand in Holzminden auch schon vor 1743, denn schon vor der Fahrpost Braunschweig – Holzminden im Jahre 1743 gab es eine Route des reitenden Postboten von Braunschweig über Gandersheim, Holzminden weiter nach Paderborn.
In lebhafte Bewegung kam Holzminden erst wieder seit Mitte des 18. Jahrhunderts infolge zielbewusster baulicher und wirtschaftlicher Förderung, unter anderem der Gründung eines Eisenwerkes 1745 durch den 1742–1763 amtierenden Oberbürgermeister Johann Georg von Langen (1699–1776) und durch die Verbindung der Klosterschule von Amelungsborn mit der Stadtschule. In geistiger Hinsicht setzte sich die lebhafte Bewegung fort mit dem Wirken des Stadtpfarrers und Titularabtes von Amelungsborn von 1775 bis 1779 Johann Friedrich Ludwig Häseler, der als rationalistischer Theologe und Mathematiker Bedeutung erlangte. Bis heute internationale Bedeutung und Beachtung erlangte Georg Ludwig Albrecht von Rantzau, geb. am 21. März 1714 in Holzminden, gest. 1786 als Feldmarschall in französischen Diensten. Er berichtet in seinen 1741 auf Französisch erschienenen Memoiren neben seinen Erlebnissen an den Höfen Europas sehr ausführlich über einen längeren Holzminden-Aufenthalt von Samuel Jacob Falk, berühmt als Baal Shem of London, welchem Georgs Vater Alexander Leopold Anton von Rantzau, General und Reichsgraf, in seinem Domizil in Holzminden Zuflucht vor Verfolgung gewährt hatte. Diese Memoiren  wurden als einzigartiges Kulturgut mikroverfilmt und wurden 1741 in Amsterdam in zwei Bänden herausgegeben.
Im April 1754 wurde ein „Herzogliches Leyhaus“ in der Stadt gegründet, aus dem 1765 die Braunschweigische Staatsbank entstand, die zwei Jahrhunderte später 1970 durch Fusion in der NORD/LB aufging. Im Siebenjährigen Krieg wurde die Stadt am 15. Juli 1757 von den französischen Truppen unter Marschall Louis-Charles-César Le Tellier ohne Widerstand eingenommen und die Häuser geplündert.
Im Jahre 1831 wurde in der Stadt die erste deutsche und damit älteste Baugewerkschule durch den Kreisbaumeister Friedrich Ludwig Haarmann gegründet, aus der im Jahr 2000 die Fachhochschule Hildesheim/Holzminden/Göttingen hervorging.

### 19. Jahrhundert

#### 1800–1849

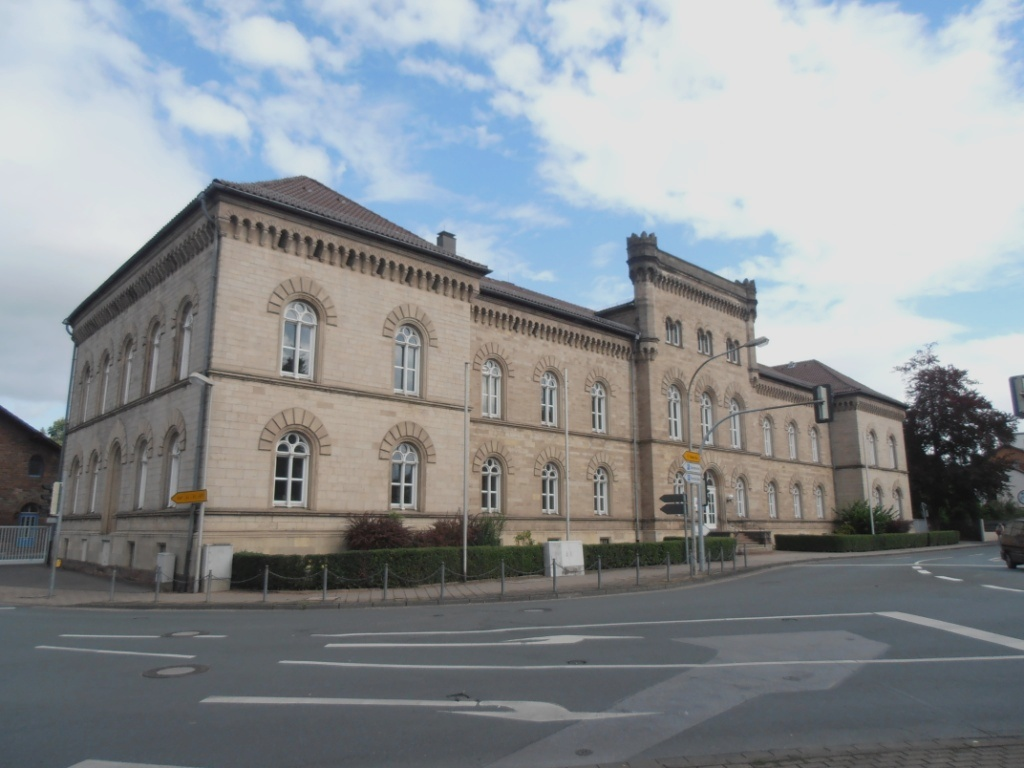
Das Gebäude des Amtsgerichts Holzminden, im Hintergrund die Grundschule Karlstraße

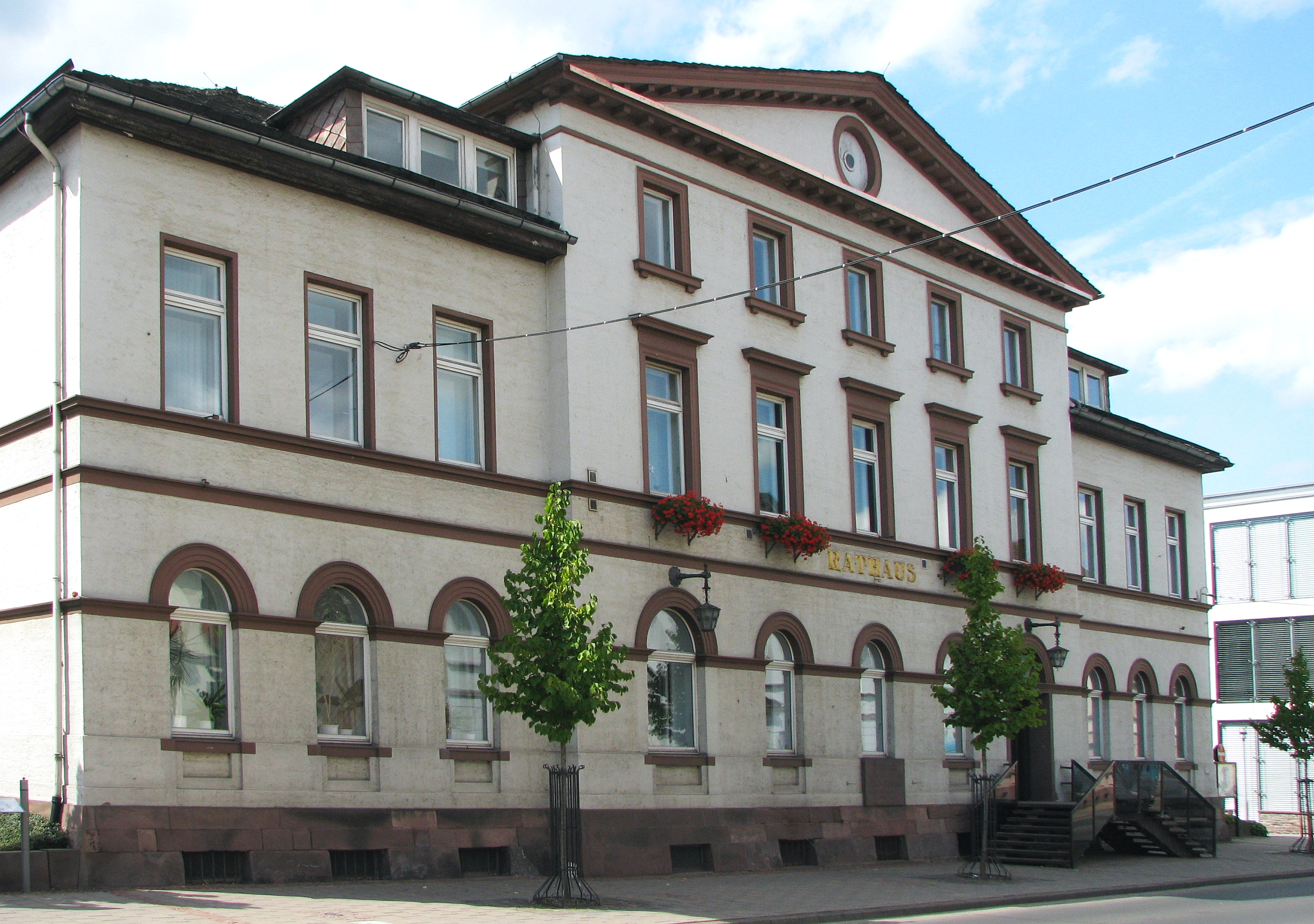
Das Gebäude des Rathauses von Holzminden

Von 1811 bis Januar 1814 wurde die Stadt von Franzosen unter Napoleon Bonaparte besetzt und dem Königreich Westphalen angegliedert. Ab 1814 kam Holzminden zum Herzogtum Braunschweig.
Im Jahre 1817 befuhr erstmals ein Lastdampfschiff mit Namen „Die Weser“ den gleichnamigen Fluss. 1821 wurde das baufällige Rathaus auf dem Marktplatz abgerissen.
Am 1. Januar 1833 wurde die Stadt Sitz der Verwaltung des Kreises Holzminden des Herzogtums Braunschweig mit den Ämtern Holzminden, Eschershausen, Stadtoldendorf, Ottenstein und Thedinghausen.
In der Literatur ist Holzminden bekannt durch Wilhelm Raabe (1831–1910), der hier Kindheitsjahre (bis 1845) verlebte, und dessen Erzählungen teilweise hier spielen.
Ab 1840 bis in die 1960er Jahre produzierte die Holzwarenfabrik Fritz Ulrich GmbH.
Am 10. Oktober 1843 wurde der Personenschiffsverkehr auf der Weser aufgenommen. Das Schiff „Hermann“ fuhr erstmals von Hameln nach Hannoversch Münden. Besonders der Senator Friedrich-Wilhelm Meyer aus Hameln entwickelte den zunehmenden Reiseverkehr mit der Gründung der Oberweser-Dampfschiffahrtgesellschaft (OWD) mit den späteren kohlebefeuerten Raddampfern „Kaiser Wilhelm“, „Kronprinz Wilhelm“, „Fürst Bismarck“ und „Graf Moltke“. 2002 musste die OWD, die von den Anrainer-Kommunen mitgetragen wurde, Insolvenz anmelden.
Am 19. Oktober 1845 erfolgte die Einweihung des neuen Schulgebäudes in der Neuen Straße, das nach dem Bau der Schule in der Karlstraße 1876/77 zum Rathaus der Stadt umgebaut wurde.
Vom 15. Januar bis zum 20. Mai 1849 war Wilhelm Erdmann Florian von Thielau Abgeordneter für Holzminden in der Frankfurter Nationalversammlung.
1849 gründete sich der heute noch bestehende Verein MTV 49 Holzminden e. V.

#### 1850–1899

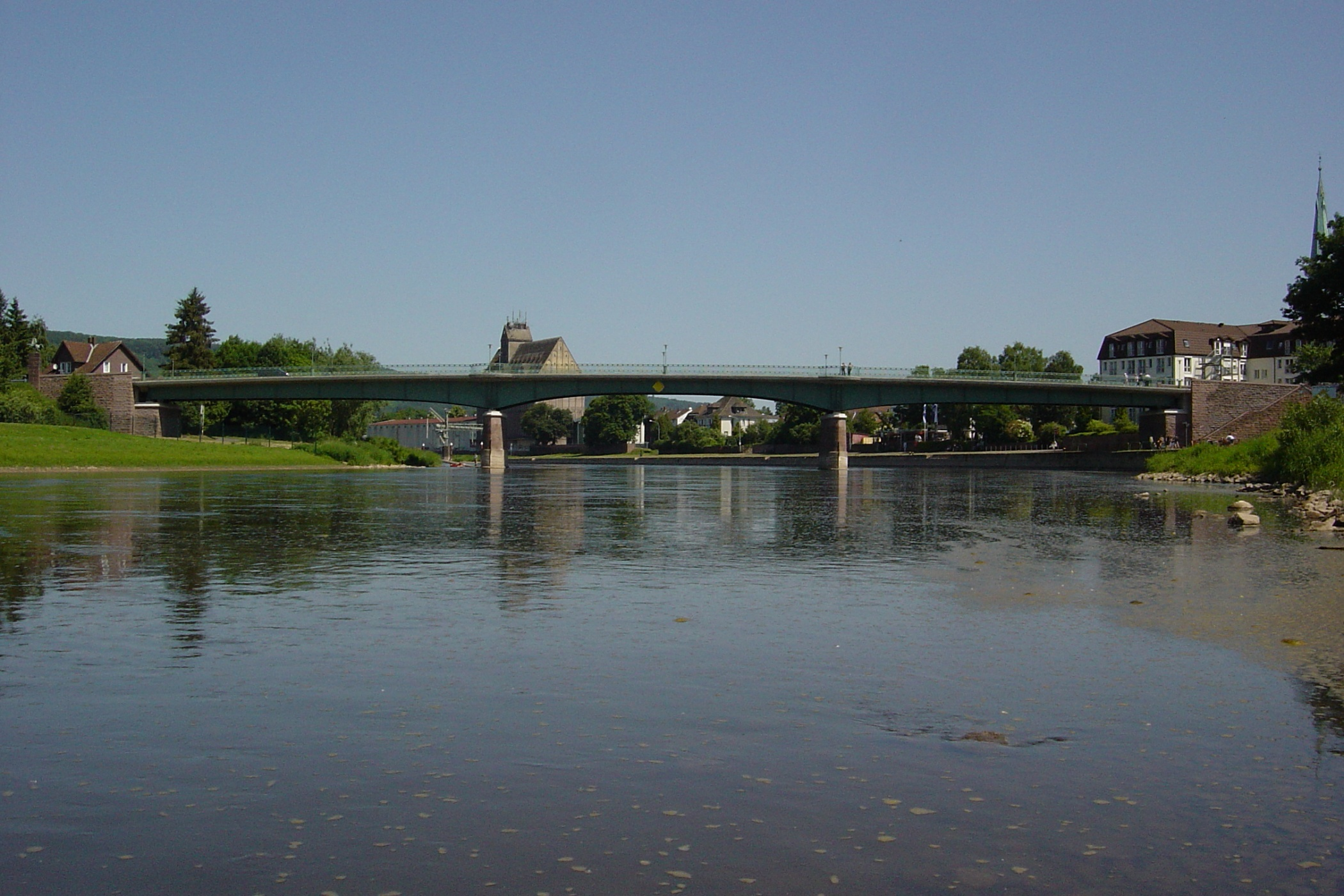
Die Weserbrücke (Baujahr 1950) war bis 2002 Teil der B 64

Im Jahre 1865 erhielt die Stadt, die zu der Zeit 4788 Einwohner hatte, einen Anschluss an die Bahnstrecke Langeland–Kreiensen. Durch die Verbindung der Braunschweigischen Südbahn (Herzoglich Braunschweigische Staatseisenbahn) mit der Strecke der Westfälischen Eisenbahn entstand eine wichtige Fernverbindung in das rheinisch-westfälische Industriegebiet und ab 1868 über Magdeburg nach Berlin. Die einst zweigleisige Hauptstrecke verlor durch die Verlagerung von Verkehrsströmen mehr in Nord-Süd-Richtung als Folge der deutschen Teilung nach 1945 an Bedeutung. Sie wurde in Abschnitten auf eingleisigen Betrieb zurückgebaut. 1871 betrug die Einwohnerzahl 5932 Bürger.
Im Jahre 1874 wurde die Geruchs- und Geschmackstoff-Firma Haarmann & Reimer gegründet, in welcher das künstliche Vanillinaroma erfunden wurde. Dazu kam 1919 in derselben Branche das Dragoco-Werk. Im Jahre 2002 fusionierten die beiden Firmen zu dem Unternehmen Symrise. Noch heute gilt Holzminden als Zentrum der deutschen Riechstoff-Industrie.
Im Oktober 1876 wird die Bahnstrecke Holzminden–Scherfede eröffnet, die für den Personenverkehr bis 1984 in Betrieb blieb und 2006 auch den Güterverkehr einstellte. 1876 wird die Brauerei Hodapp gegründet (1906 umbenannt in Brauerei Ferdinand Hodapp, ab 1912 Firmierung als Brauerei Hodapp & Decker) und ging 1928 in Konkurs.
Von 1878 bis 1890 war Holzminden Sitz eines braunschweigischen Landgerichts. 1878 erfolgte auch die Gründung der Richard Henne KG, einer Spezialfabrik für Asphalt- und Teermaschinen und 1879 gründete der Tischlermeister Heinrich Koschel am Hafendamm 3 eine Möbelfabrik. Sie wurde in den 1950er Jahren unter dem Namen Möbelfabrik Richard Koschel & Co. KG („RiKO“) weitergeführt. Später kam ein Möbeleinrichtungshaus an der Allersheimer Straße hinzu. 1881 gründete der Architekt und ehemalige Lehrer der Baugewerkschule in Holzminden, Bernhard Liebold eine Zement- und Betonwarenfabrik auf der Wilhelmshütte in Holzminden. Ihm gehörte seit 1873 die Vorwohler Zementbaugesellschaft B. Liebold & Co. in Vorwohle (heute zur Gemeinde Eimen), die erste Fabrik Portlandzement herstellende Fabrik in Niedersachsen. Das Unternehmen fusionierte später mit dem Unternehmen Habermann & Guckes in Kiel und führte bis 1940 den Namen Habermann-Guckes-Liebold AG, danach Habermann & Guckes AG. 
Im Juli 1884 wurde mit dem Bau einer Weserbrücke im Verlauf der späteren Reichsstraße 64 zwischen Holzminden und Stahle begonnen; die Kosten waren auf 287.500 Mark veranschlagt. Am 30. September 1885 wurde die Weserbrücke durch Bürgermeister Hermann Schrader dem Verkehr übergeben und der Betrieb der Fähre eingestellt. Im gleichen Jahr wurde die Holzwarenfabrik Fritz Ulrich am Pipping gegründet. 1895 gründete Carl Reese eine Blechwarenfabrik für Dauerkonserven in der Allersheimer Straße. 1897 wird das Speditionsunternehmen Carl Balke, 1899 das Kaufhaus Kösel und 1900 die Spedition Wilhelm Grote gegründet.
1894 gründete sich der Turnverein Deutsche Eiche Holzminden von 1894 e. V. und 1897 der Männerturnverein MTV Altendorf e. V.

### 20. Jahrhundert

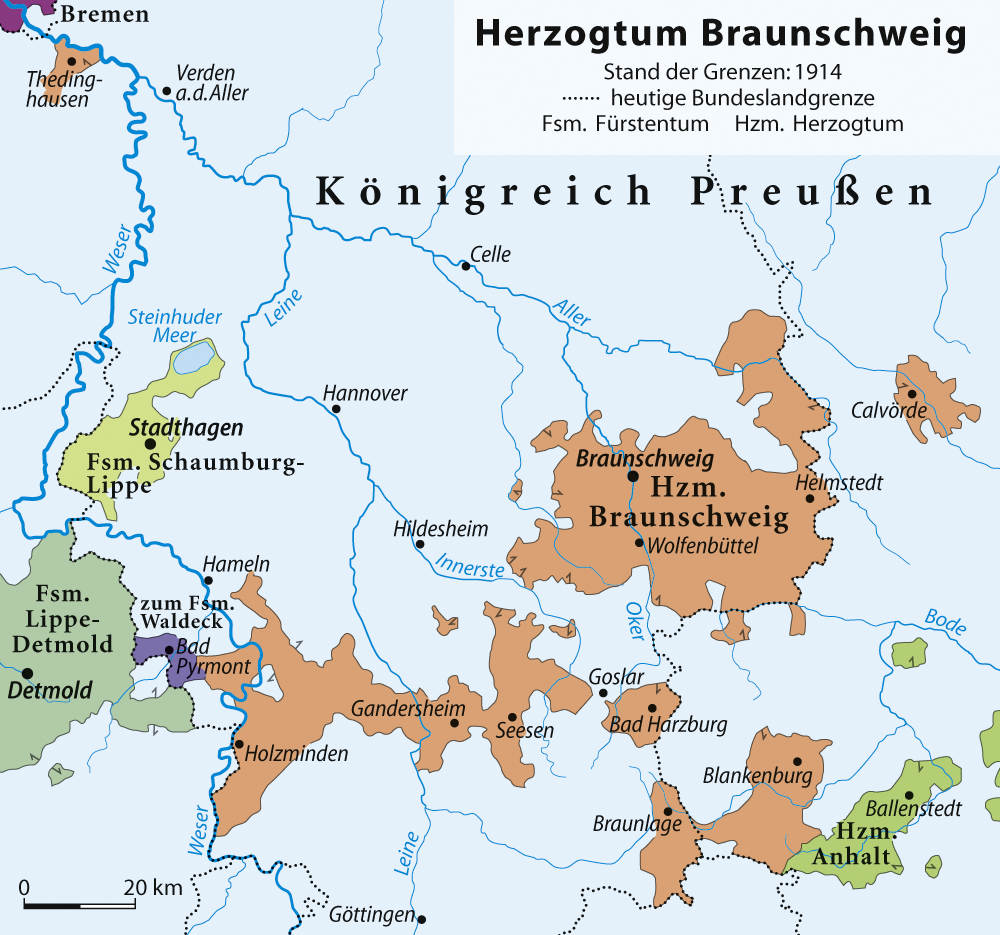
Holzminden als Teil des Herzogtums Braunschweig (1914)

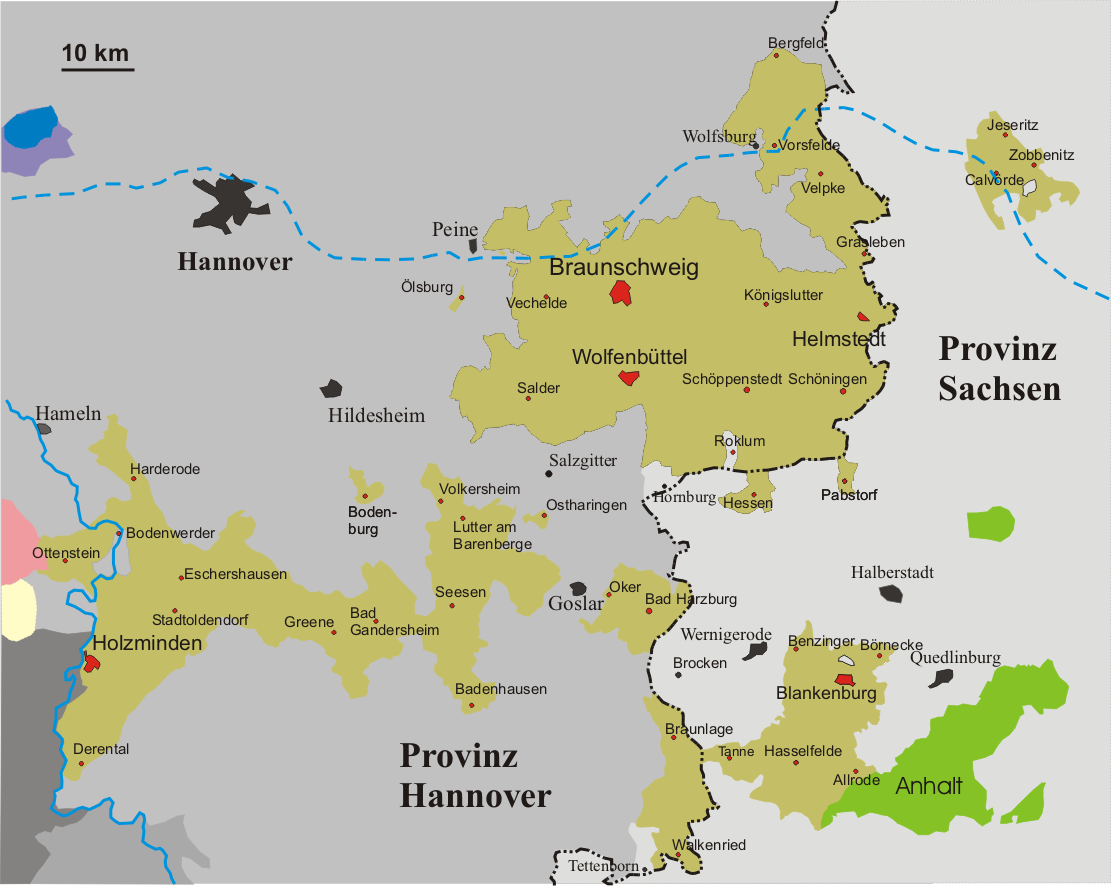
Holzminden als Teil des Freistaates Braunschweig (ohne Exklave Thedinghausen) 1918–1945

#### 1900–1932
Im Jahre 1900 wurden am Sylbecker Berg die Glashüttenwerke Holzminden gegründet, die Hohlglasprodukte auf mechanischem Wege herstellen und die Wasser und Licht Installationsgroßhandlung eG. Außerdem existierte seit Ende des 19. Jahrhunderts noch das Unternehmen I. Kornberg OHG des Eigentümers Israel Kornberg, der einen Altwaren- und Metallhandel betrieb und 1928 auch die Tochtergesellschaft J. Kornberg jun. für das Kunststeinwerk gründete. Die I. Kornberg OHG erzielte 1930 einen Umsatz von 240.000 Reichsmark. Im Jahre 1901 erfolgte die Gründung Raiffeisenbank Holzminden eG in Altendorf (ab 1922 zu Holzminden), die 2003 mit der Volksbank Weserbergland eG fusionierte.
Im Jahre 1904 wurde die Hafenbahn angelegt, die eine Verbindung vom Weserkai zur Bahnstrecke Langeland-Kreiensen herstellt und anfangs dem Umschlag einer Zuckerfabrik diente, später dem Getreidesilo. Im Jahre 1906 folgte in der Sparenbergstraße die Gründung der Firma Heyne & Penke durch Benno Heyne und Heinrich Penke. Die Firma begann anfangs mit der Herstellung imprägnierter Papiere aus Öl und Paraffin. Im Jahre 1910 lebten 11.474 Einwohner in der Stadt. Am 18. April 1913 wurde mit dem VfB Holzminden der erste Fußballverein gegründet, dieser erhielt Ende der 1940er Jahre den Namen Tuspo Holzminden. Im Jahre 1917 übernahm die Maschinenbau Aktiengesellschaft (MAG) Balcke ein Dampfsägewerk in Holzminden.
Am 6. August 1913 wurde das III. Bataillon des Preußischen Infanterieregiments 164 Hameln nach Holzminden verlegt und am Lindenhof in Baracken untergebracht. Im Jahre 1914 wurde es an die Front verlegt und hierfür das Infanterieregiment 174 nach Holzminden verlegt.
Im Ersten Weltkrieg befanden sich zwei Kriegsgefangenenlager in der Stadt. Zum einen bei den ersten Kasernen an der Bodenstraße für rund 550 Offiziere und 150 Soldaten aus England, Australien und Südafrika. Es unterstand der Kontrolle des Infanterie-Regiments 174 unter dem Kommandanten Karl Niemeyer. Schon ab 1914 wurden Gefangene aus feindlichen Ländern (unter anderem Osbert Crawford) dort interniert, ebenso wie unerwünschte Deutsche. Die Lebensverhältnisse waren erträglich, obwohl die Gefangenen an Isolation, Mangel und Strafen litten. Die Disziplin und die Strafen waren sehr strikt. Übliche Strafe: „der Mast“. Der Mann wurde zwei Stunden lang am Mast festgebunden. Diese ersten Geiseln wurden 1917 in ihre Länder zurückgeschickt. Anders verlief die zweite Deportation von 1000 Gefangenen im Juli 1918. Die Frauen, welche ebenfalls nach Holzminden kamen, waren schrecklichen, verschlechterten Bedingungen ausgesetzt: Hygienemangel, unendliches Stehen im Regen beim Appell und Versorgungsmangel.
Im Juli 1918 kam es in dem Kriegsgefangenenlager für Offiziere zum größten Ausbruchsversuch des Ersten Weltkriegs. 75 britische und australische Offiziere (unter anderem Captain Stanley Purves und Private Dick Cash) nahmen daran teil. Nachdem 29 Gefangenen der Ausbruch durch einen Tunnel gelungen war, wurde die weitere Fortführung von dem Wachpersonal bemerkt und unterbunden. Zehn Offizieren gelang es später, die Niederlande zu erreichen. Der englische Offizier Hugh George Durnford, der an dem Tunnelausbruch beteiligt war, schrieb hierzu 1920 das bekannte Buch „The Tunnelers of Holzminden“.
Das größere Kriegsgefangenenlager befand sich im Osten der Stadt am Rande des Sollings. Die Wachmannschaft bestand aus einem Landsturm-Infanterie-Reserve-Bataillon unter der Führung von Oberst von Gallus. Im September 1914 kamen fast 400 belgische Kriegsgefangene nach Holzminden und wurden für Baumaßnahmen eingesetzt. Die militärische Führung mit Generalmajor Pflugradt hatte ihren Stab im 1909 gegründeten Landschulheim am Solling. In dem Kriegsgefangenenlager befanden sich bis Kriegsende 1918 rund 2.500 Soldaten, 300 Frauen und 90 Kinder.
Im Jahre 1919 eröffnete die Schauburg, ein Lichtspielhaus an der Neuen Straße. Inhaber in den 1930er Jahren war Heinrich Räcker. Ab 1952 war die Inhaberin Margarethe Klein von Diepholt. Die Schauburg existierte bis 1962.

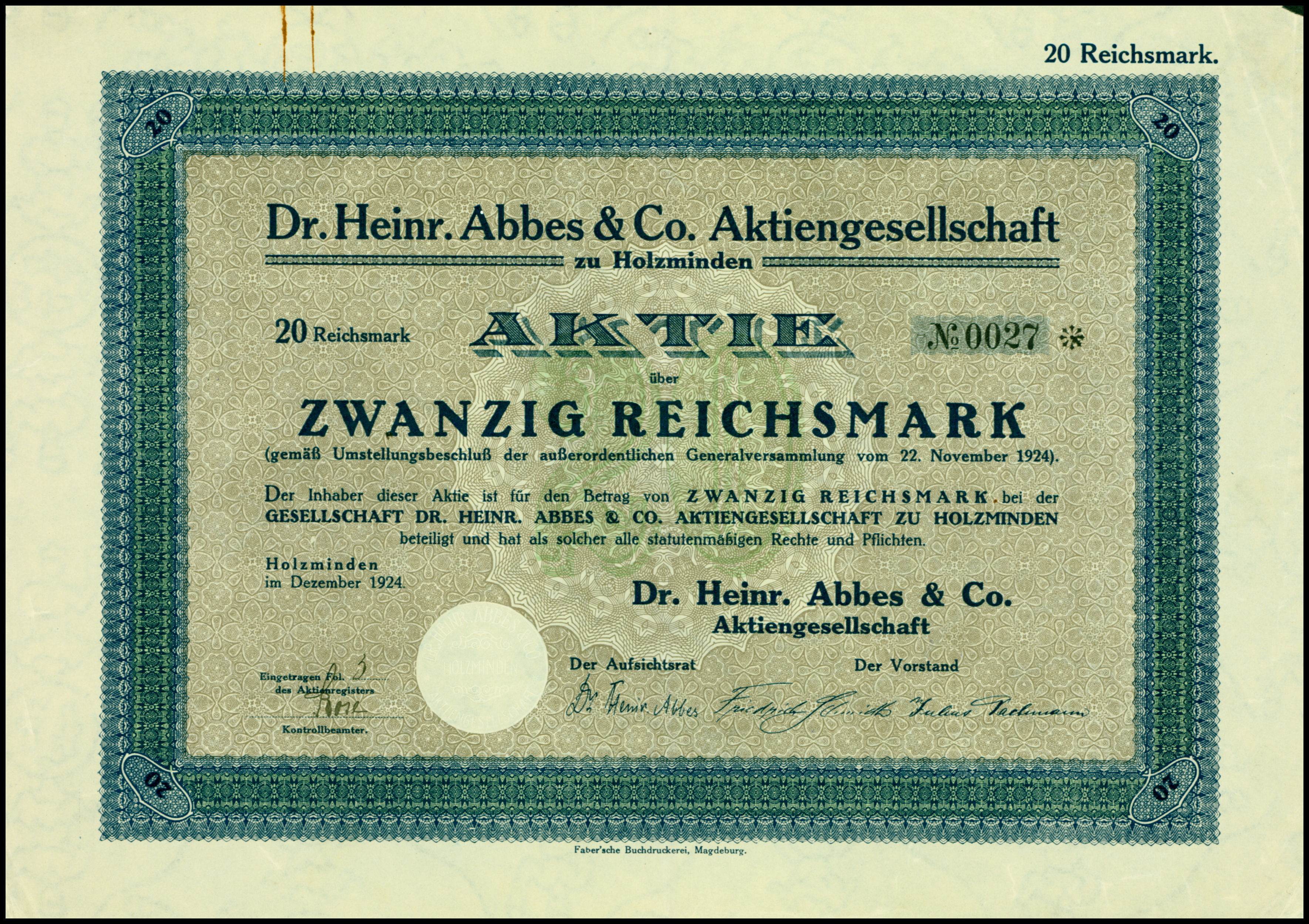
Aktie über 20 RM der Dr. Heinr. Abbes & Co. AG vom Dezember 1924

Im Jahre 1919 erfolgte die Gründung der Notbohm Bau GmbH, die 2002 in Konkurs ging. Am 1. Oktober 1921 gründete die Firma Wilhelm Rosencrantz die Wiro-Werke AG zur Herstellung von Möbeln. Im Dezember 1930 erfolgte die Umbenennung in Hanseatische Industrie- und Handels-AG und die Sitzverlegung nach Hamburg. Ebenfalls 1921 wurde die Dr. Heinr. Abbes und Co., A. G. zur Herstellung von Holzriemenscheiben gegründet und ging im Oktober 1925 in Konkurs.

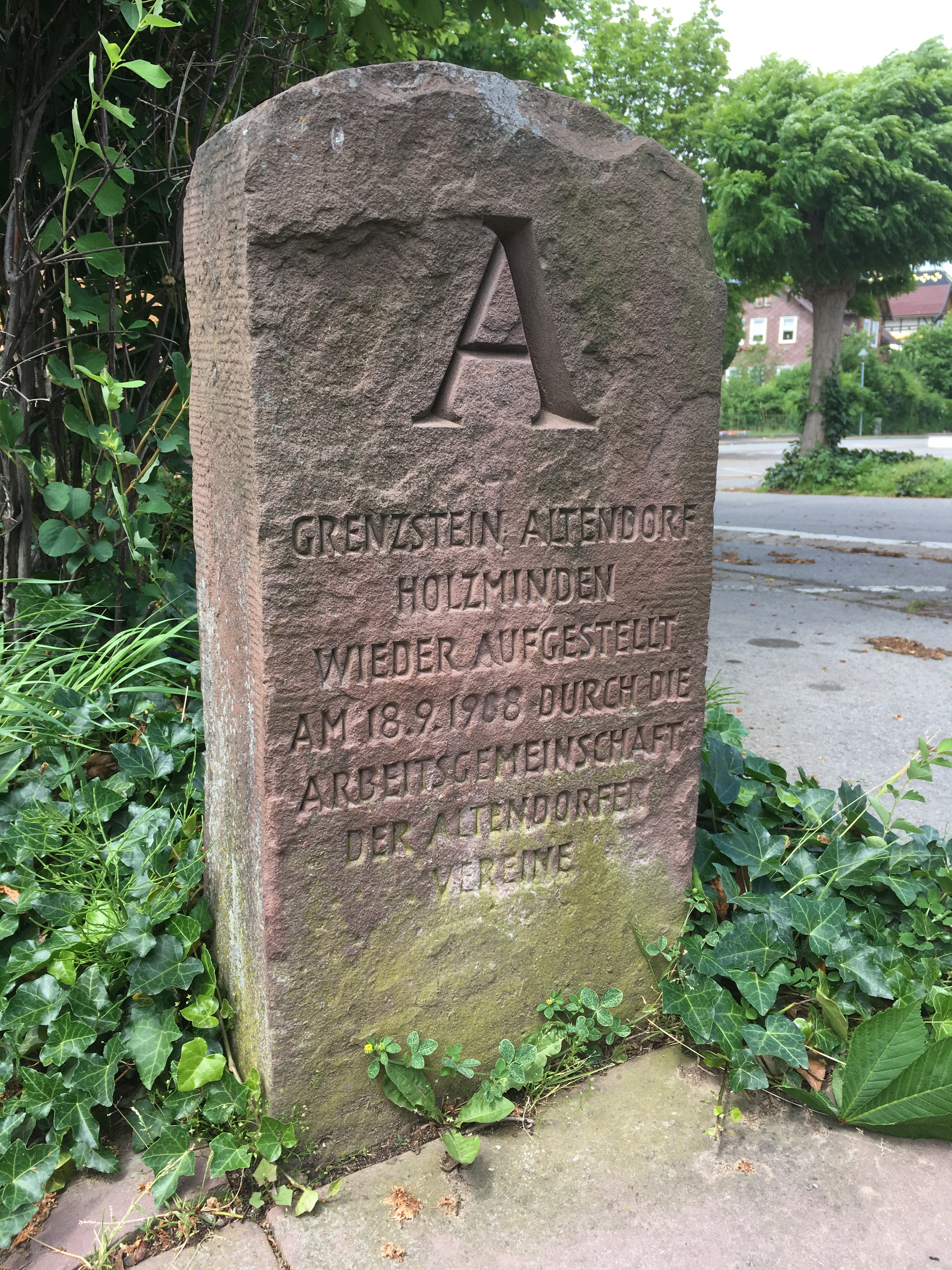
Grenzstein zwischen Holzminden und Altendorf, 1968 wiedererrichtet an der Straße „An den Teichen“

Im Jahre 1922 wurde die unmittelbar angrenzende Ortschaft Altendorf als Ortsteil der Stadt Holzminden eingemeindet. Die Gemeinde Altendorf versuchte dies durch eine Klage gegen den Freistaat Braunschweig und die Stadt Holzminden wegen Verfassungswidrigkeit des Gesetzes vom 10. Mai 1921 vor dem Staatsgerichtshof für das Deutsche Reich im Januar 1922 zu verhindern, unterlag aber im Rechtsstreit.
Im Jahre 1925 wurde in der Fürstenberger Straße das Holzpflaster- und Sägewerk Ernst Otto Becker gegründet, dem früher auch ein Baustoff- und Kohlenhandel angegliedert war. Firmeninhaber Ernst Otto Becker war 1932 zugleich Stadtverordneter für die NSDAP.
Am 1. Oktober 1927 gründete Otto Sasse die gleichnamige GmbH zur Produktion von Sperrholz. Im gleichen Jahr erfolgte die Gründung der Buch- und Offsetdruckerei Koch. Im Jahre 1928 gründeten Peter Bachmann und Otto Becher die Weser-Spannholzwerke GmbH mit einem Werk in Holzminden und eines in Eschershausen. Im Jahre 1950 beschäftigte das Unternehmen an beiden Standorten 560 Mitarbeiter. Im Jahre 1928 eröffnete Werner Somborn in der Fürstenberger Straße die Central-Drogerie Somborn, und im gleichen Jahr erfolgte die Gründung des Tennisclub Holzminden von 1928 e. V.
Im Jahre 1931 erfolgte die Firmengründung der Erich Pannecke Maschinenbau-Dreherei GmbH.
Am 1. Dezember 1932 erfolgte die Gründung des Vorschußvereins Holzminden eGmbH, der am 20. März 1939 zur Volksbank Holzminden eGmbH umbenannt wurde und ab 1970 nach weiteren Expansionen den Namen Volksbank Weserbergland annahm.
Durch eine Anfang der 1930er Jahre gegründete Bürgerinitiative entstand eine Stiftung mit dem Zweck, ein Krankenhaus im evangelischen Geiste zu führen. Das Evangelische Krankenhaus Holzminden wurde daraufhin am 19. März 1933 eröffnet und löste das Städtische Krankenhaus am Hafendamm ab.

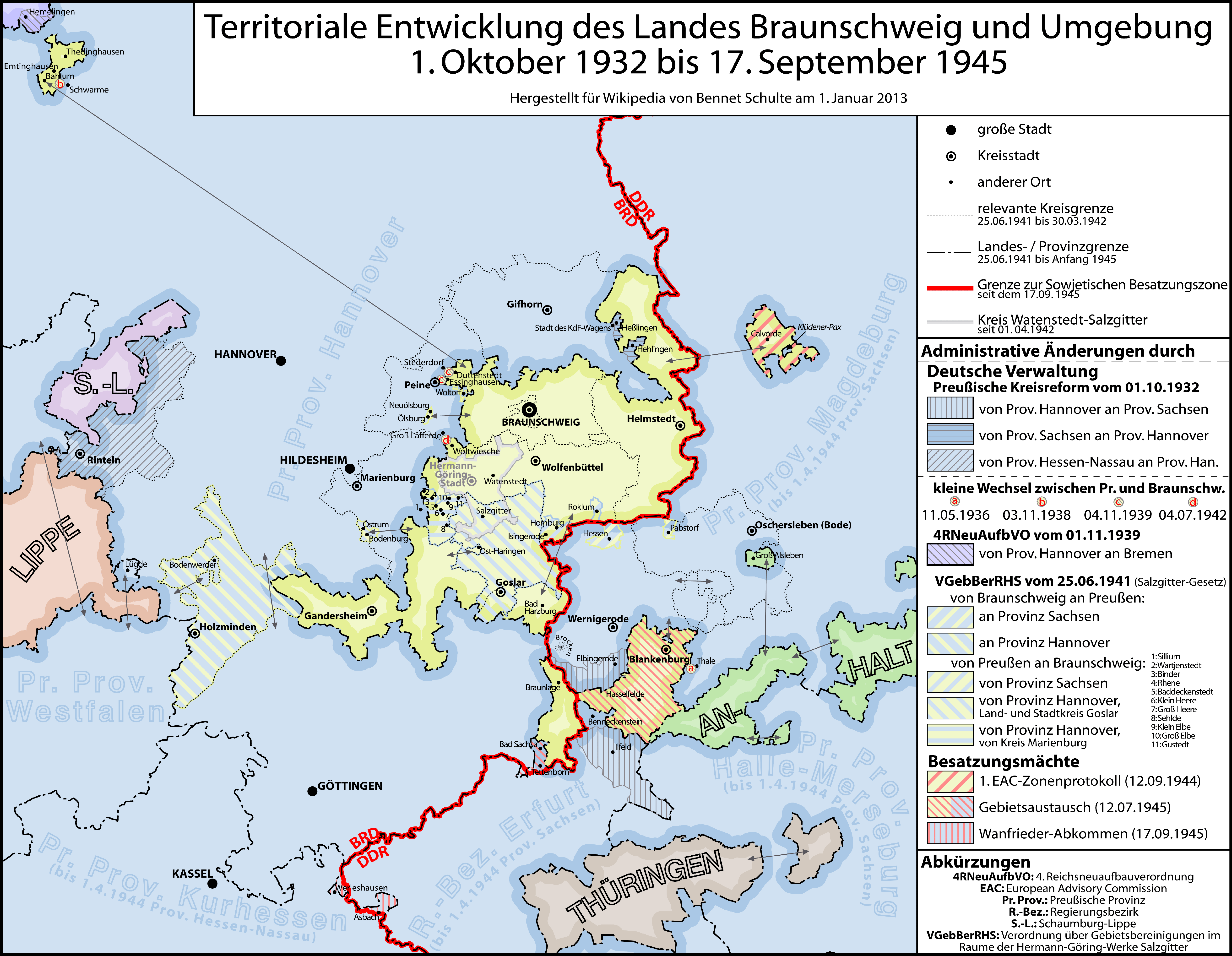
Territoriale Entwicklung des Landes Braunschweig und Umgebung vom 1. Oktober 1932 bis 17. September 1945

#### 1933–1945
Im Jahre 1933 wurde von den Nationalsozialisten ein Thingplatz im Stadtpark errichtet und am 22. September 1934 offiziell eingeweiht. Dieser dient heute als Grill- und Spielplatz und befindet sich unterhalb des 1908 errichteten Kaiser-Wilhelm-Turms.
Im Jahre 1934 wurde in dem ehemaligen Krankenhaus am Hafendamm ein Lager des Reichsarbeitsdienstes (RAD) für rund 216 Mann aus den bisherigen Lagern im Kreisgebiet zusammengezogen und bildete die Abteilung 1/185, die den Phantasienamen „Ernst August von Everstein“ führte. Der Arbeitsdienst wurde zur Erschließung von Siedlungsgelände in den heutigen Straßen Grimmenstein, Weiße Breite und Kapellenbrink eingesetzt sowie beim Bau von Forstwegen im Solling.
Ebenfalls im Jahre 1934 erfolgte die Gründung der Otto Künnecke Metallbau GmbH, später auch die Otto Künnecke Maschinenbau- und Anlagentechnik GmbH, der Firmengründer wurde später zum Ehrenbürger der Stadt ernannt.
Im Jahre 1936 wurde der für „volkswirtschaftlich wichtige“ dritte große chemische Betrieb in Holzminden mit staatlichen Subventionen aufgebaut. Die Braunschweigische Holzverzuckerungs KG W. Grotrian-Steinweg übernahm die Holzverzuckerungsgesellschaft mbH und errichtete 1938 eine Holzspiritusanlage mit übergroßen Perkolatoren und Destillationsanlagen auf dem Gelände der ehemaligen Bärtlingschen Essigfabrik. Aus Sägemehl der zahlreichen holzverarbeitenden Industrien der Stadt wurde unter Zusatz verdünnter Schwefelsäure nach dem Scholle-Verfahren Zucker und aus diesem nach Vergärung und Destillation Alkohole verschiedener Sorten von bis zu 400.000 Litern monatlich hergestellt. 1950 beschäftigte das Unternehmen 230 Mitarbeiter.
In der Reichspogromnacht 1938 wurde auch die 1838 erbaute Synagoge nahe dem Katzensprung zerstört und 1968 abgebrochen. Eine Tafel im Städtischen Torhaus erinnert seit dem 9. November 1999 daran. Von der ersten Synagoge in Holzminden überhaupt sowie deren Rabbiner wird bereits für die Zeit um 1736 von Feldmarschall und Reichsgraf Georg Ludwig Albrecht von Rantzau berichtet.

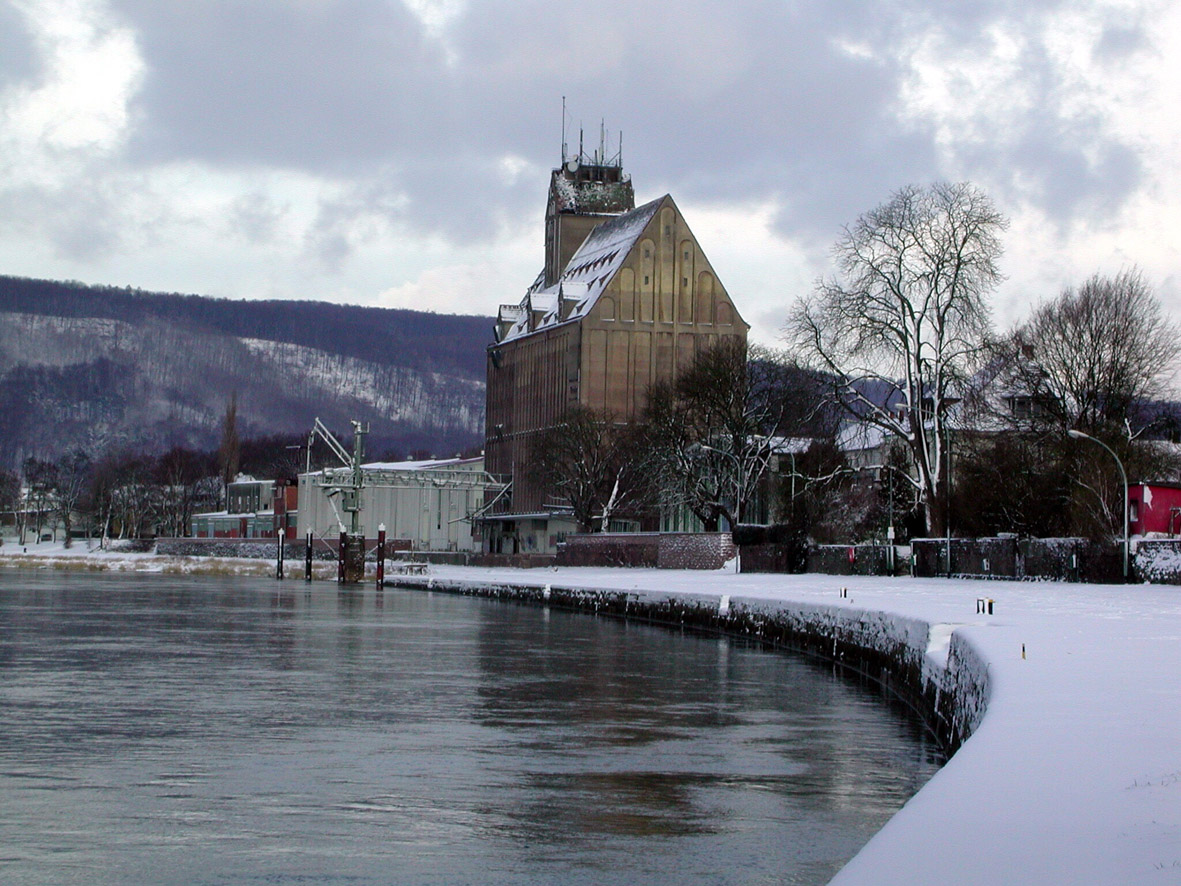
Weserkai und der Getreidespeicher, das höchste Bauwerk der Stadt und zugleich Sendemast für den Mobilfunk

Am Weserkai wurde von 1939 bis 1941 das kriegswichtige Getreidesilo (Reichsnährstandsilo) in Form eines getarnten 14-stöckigen Hochhauses (55 m hoch) erbaut. Bewirtschaftet wird das bis heute größte Bauwerk der Stadt von der Rudolph Leopold Rieke GmbH & Co, heute RLR Logistik als moderner Getreidespeicher mit 45 Silozellen.
Am 22. Juni 1941 stürzte zwischen der Allersheimer Straße und Allersheim ein Militärflugzeug vom Typ Bücker Bü 131 ab. Der Pilot Gefreiter Dieter Reinhard von der Flugzeugschule in Berlin-Gatow kam dabei ums Leben.
Am 1. November 1941 wurde die Stadt wie der ganze Landkreis Holzminden vom Land Braunschweig an Preußen umgegliedert (siehe Freistaat Braunschweig#Gebietsänderung 1941).
Am 1. März 1943 verhaftete die Kriminalpolizei acht Sinti in Holzminden, die in das Konzentrationslager Auschwitz gebracht wurden.
Im Zweiten Weltkrieg bombardierten und zerstörten britische Kampfflugzeuge am 17. Mai 1943 die Edertalsperre und die Möhnetalsperre, dabei flossen über 172.000.000 Kubikmeter Wasser in das Wesertal ab. Die Innenstadt von Holzminden und die Getreidefelder um die Stadt herum wurden dabei überflutet.
Im Sommer 1943 verlegte das Unternehmen Stiebel Eltron die Produktion vom zerstörten Berlin nach Holzminden. Die Fertigung von Rüstungsgütern wurde mit Mitarbeitern des Stammpersonals aus Berlin, neuen Mitarbeitern aus Holzminden und Kriegsgefangenen als Zwangsarbeiter (überwiegend aus Italien), ab 1. April 1944 am Lüchtringer Weg fortgeführt.
Im August 1943 stürzte nahe dem Stadtpark ein Militärflugzeug vom Typ Heinkel He 111 ab. Dabei kam die Besatzung ums Leben. Es kam zu weiteren Abstürzen von deutschen (zwei Messerschmitt Bf 109 am 10. Oktober 1943) und alliierten Flugzeugen nahe Holzminden unter anderem durch zunehmende Luftkämpfe mit alliierten Flugzeugen.
Im Februar 1944 wurde ein US-amerikanisches Jagdflugzeug vom Typ P-38 Lightning durch einen Wehrmachtsoldaten am Standortübungsplatz abgeschossen und stürzte nahe der Einbecker Straße ab. Der US-Pilot verstirbt an der Absturzstelle.
Am 31. März 1945 erfolgte ein alliierter Angriff auf das Bahngelände, dabei verfehlten die Bomben ihr Ziel und zerstörten zwei Wohnhäuser. Sieben Personen, darunter fünf Kinder, wurden getötet.
Am Osterdienstag, 3. April 1945 kamen 158 Menschen bei Bombenangriffen des XXIX Tactical Air Command der United States Army Air Forces (mit rund 230 Bombern der Typen B-26, A-20 und A-26) auf die Bahnanlagen ums Leben. Die Flugzeuge starteten vom Flugplatz Clastres und Denain/Prouvy in Frankreich zum Angriff auf die Stadt. In der Folge brannte die Bauwerkschule nach der Explosion von Munition vollständig aus. Die Weserbrücke wurde am 6. April 1945 von deutschen Pioniertruppen gesprengt. Das 3. Bataillon des 331. US-Infanterieregiments (331st Regimental Combat Team) der 83. US-Infanteriedivision nahm am 9. April 1945 von Bevern und Allersheim kommend die Kreisstadt ein. Nach US-Angaben starben 18 Deutsche und über 75 wurden gefangen genommen. Im Zweiten Weltkrieg starben insgesamt über 305 Soldaten mit Geburtsort Holzminden.
Auf den Friedhöfen in Neuhaus im Solling (Friedhof Mädchenberg) und in Mühlenberg wurden zwischen 1942 und 1945 ausländische Zwangsarbeiter begraben, die in den Zivilarbeiterlagern der Stadtverwaltung, der Reichsbahn und im Lager in der Liebigstraße in Holzminden untergebracht waren. Auf dem städtischen Friedhof in der Allersheimer Straße befinden sich 182 Einzelgräber und ein Sammelgrab mit 24 Kriegsgefangenen aus Russland, Polen und Ungarn. Zwei Gedenksteine erinnern an die hohe Zahl der ausländischen Toten.
Am 15. Mai 1945 wurde das US-amerikanische Flugabwehrbataillon 556th Antiaircraft Artillery Automatic Weapons Battalion (Mobile) mit Hauptquartier in Holzminden stationiert. Es setzt je eine Batterie in Holzminden, Neuhaus im Solling, Deensen und Meinbrexen ein und wird am 2. Juni 1945 nach Antwerpen verlegt.

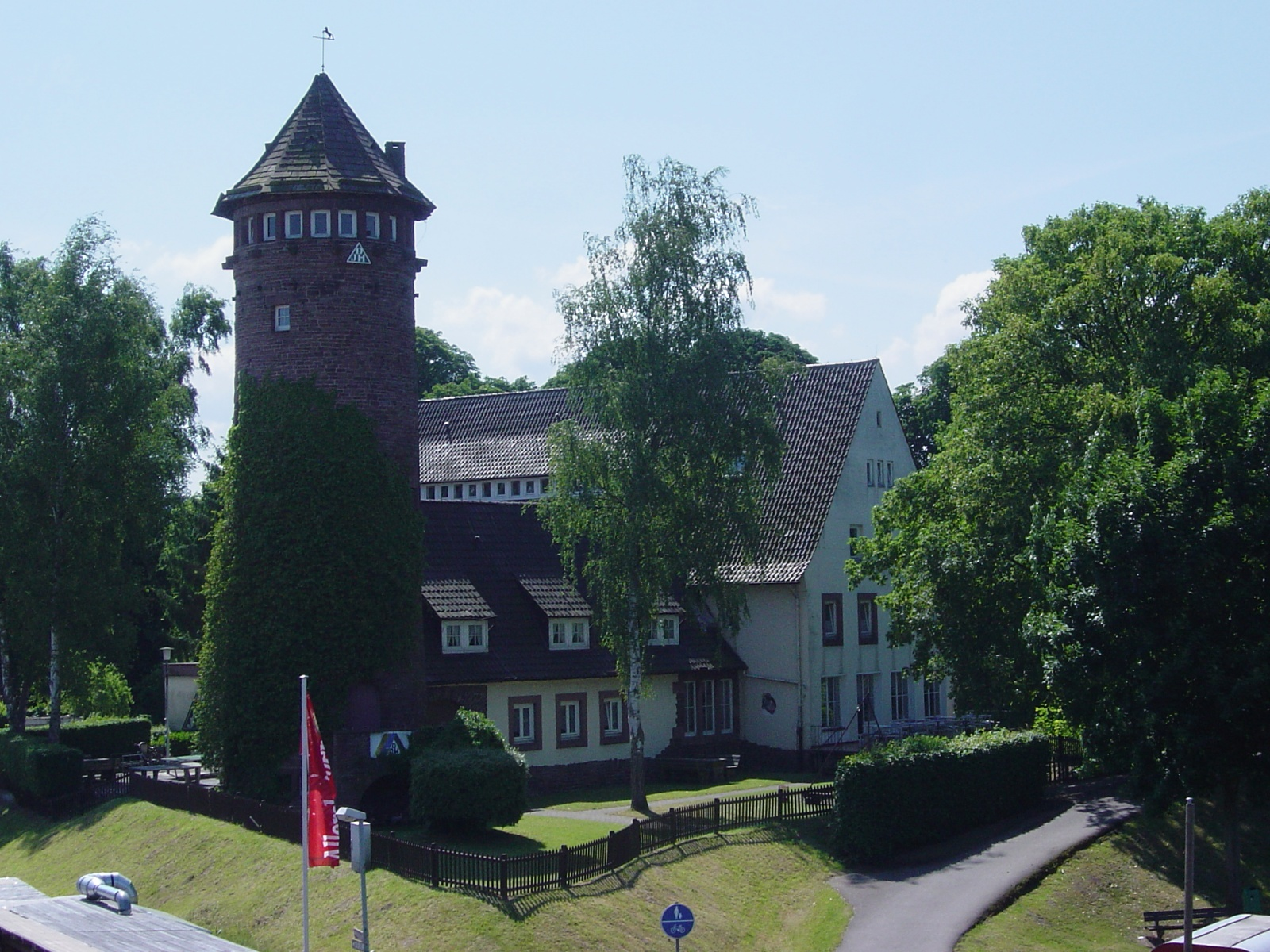
Ehemalige Jugendherberge mit dem Turm, beide Gebäude erbaut 1955. 2014 umgebaut zum Weserhotel

### 1946–1999
Nach Kriegsende wurden hier bis zu 10.000 Ostvertriebene, vor allem aus der schlesischen Gemeinde Rębiszów (deutsch: Rabishau) bei Mirsk, einquartiert und integrierten sich nach und nach in die alteingesessene Bevölkerung. Nach Ende des Zweiten Weltkriegs kam Holzminden zur britischen Besatzungszone mit einer Militärregierung in Hildesheim. Neben der Einquartierung von britischen Soldaten wurden bis Frühjahr 1948 auch rund 270 norwegische Soldaten der 471. Brigade in Holzminden als Besatzungsmacht stationiert.
Im Jahre 1946 wurde das vierte chemische Unternehmen der Stadt, die kleinere Bohnsack & Goseberg GmbH (BOGO) in der Sollingstraße, gegründet und stellte Aromenkonzentrate, Likör- und Feinkostessenzen und Öle her. Im gleichen Jahr entstand auch die Möbelfabrik Hermann Fischer in der Rumohrtalstraße. Im Jahre 1948 errichtete das 1880 in Leipzig gegründete Unternehmen A. Brockmann KG eine selbstständige Niederlassung in Holzminden zur Herstellung von Futterkalk („Zwergmarke“).
Im Jahre 1947 erfolgte die Gründung des GSV (Gymnastik-Sport-Verein) Holzminden, der ursprünglich den Namen Gymnasialsportverein erhielt. Im Jahre 1948 gründete sich der noch heute bestehende Verein SV Wasserfreunde Holzminden e. V. Im Jahre 1948 erfolgte auch die Gründung des Unternehmens Druckguß Eberhard Schlicht GmbH & Co. KG, und es wurde zu einem Zulieferer der Automobilindustrie.
Im Jahre 1949 verlegte die Britische Rheinarmee (BAOR) die in Holzminden aufgestellte 1st Division Engineers (unter anderem mit dem 21 Field Engineer Regiment) von 1950 bis 1952 nach Nienburg.
Am 22. Dezember 1949 eröffnete Kurt Krause aus Alfeld (Leine) im Hillebrechtschen Saal in der Niederen Straße mit dem „Capitol“ das zweite Kino der Stadt mit 300 Plätzen.
Im Jahre 1949 flüchteten die Kaufhausinhaber Waltraut und Werner Schwager aus Eisenach nach Holzminden und gründeten im Oktober in der Oberen Straße 3 das Textilhaus SCHWAGER GmbH. Am 18. April 1959 folgte die Eröffnung des neuen „Kaufhauses am Markt“. Nach dem Abriss eines Gebäudes in der Neuen Straße, das ein Schauburg-Kino beherbergte, erfolgte 1968 der Neubau des Kaufhauskomplexes, welches 1974 nochmals erweitert wurde. Heute wird das Unternehmen mit rund 170 Mitarbeitern von Ralf-Hartmut Schwager geleitet.
Am 5. April 1950 eröffnete der Filmkaufmann Hellmuth Kind (1897–1975) mit seiner Ehefrau Gertrud das Union-Theater (UT) am Markt 4 im Tanzsaal des Hotels „Reichskrone“ (heute Sport-Schwager) mit 450 Plätzen. Es war nach Schauburg und Capitol das dritte Kino in Holzminden und bestand bis 1979. Die Eheleute Kind eröffneten am 14. April 1960 zudem ein weiteres Lichtspielhaus, das Roxy-Kino in der Fürstenberger Straße mit zunächst einem großen Saal mit 535 Plätzen. Dies wurde 1979 an die Firma Brockstedt verkauft, welche das Kino in drei Säle aufteilte. Im Jahre 2012 wurde das zuletzt von K-Motion mit Sitz in Hamburg betriebene Roxy-Kino zunächst geschlossen. Im Mai 2014 erfolgte nach einer Grundrenovierung und Umgestaltung die Neueröffnung des Roxy-Kinos, neue Betreiber erweiterten das Kino im März 2016.
Am 14. Oktober 1950 erfolgte die offizielle Brückenweihe der neuen Weserbrücke, nachdem im April 1945 die vorherige zum Ende des Zweiten Weltkriegs gesprengt wurde.
Im Jahre 1950 erfolgte die Gründung der Hamann Speditionsgesellschaft mbH & Co. KG, 1952 der Druckerei Erwin Simon und 1953 des Karosseriefachbetriebes Rüger GmbH. 1954 zieht die Bernd Laabs Möbelfabrik (heute: Laabs GmbH) aus Gollnow in Westpommern nach Holzminden unter anderem bekannt durch die ehemalige Traditionsmarke WILAGO.
Im Jahre 1960 wurden die Firmen Hans-Georg Beyer Maschinenbau- und Antriebstechnik im Lüchtringer Weg und Florida Chemie Wilhelm Wnuck GmbH unter anderem als Zulieferer der Bundeswehr (Dekontaminationsmittel, Trinkwasserkonserven), heute Gregor Chemie GmbH gegründet. Ein Jahr später folgte am Schlehenbusch durch Kurt Schön die Gründung der SKM Elektronik KG für elektronische Baugruppen und gedruckte Schaltungen, die in den 1980er Jahren nach Spittal an der Drau in Österreich verlagert wurde. Im Jahre 1964 schloss das bekannte Kolonialwarengeschäft Paul Otto in der Bahnhofstraße, das der Edeka (früher Eveko) angehörte.
Im Jahre 1965 gab es auf der Weser noch einen regen Güterverkehr. Lastkähne, unter anderem der Bremen-Mindener Schiffahrts-AG (BREMSAG) und der Westfälischen Transport-Actien-Gesellschaft (WTAG) (heute: Rhenus AG & Co. KG), sowie die Privatschiffervereinigung Oberweser transportierten zahlreiche Güter weserabwärts.
Die Reste der 1938 in der Reichspogromnacht zerstörten Synagoge der  jüdischen Gemeinde Holzminden in der Oberbachstraße wurden 1968 abgerissen. An ihrer Stelle wurde teilweise das neue Kaufhaus Schwager errichtet. Ein Sandsteinkapitell, Pfeilerreste von 1837 und eine Gedenktafel sind im Katzensprung, der Tordurchfahrt des ehemaligen städtischen Museums zu finden.
Im Jahre 1969 wurde das Ackerbürgerhaus Düsterdieck-Kumlehn (Vierständerhaus), erbaut 1677 in der Mittleren Straße, abgebaut und befindet sich seit 1987 aufgebaut im Westfälischen Freilichtmuseum Detmold.
Seit 1971 ist die Stadt Sitz der Kreisvolkshochschule (KVHS). Im selben Jahr fand unter großem Sicherheitsaufwand der 5. Parteitag der rechtsextremen Nationaldemokratischen Partei Deutschlands (NPD) in Holzminden statt.

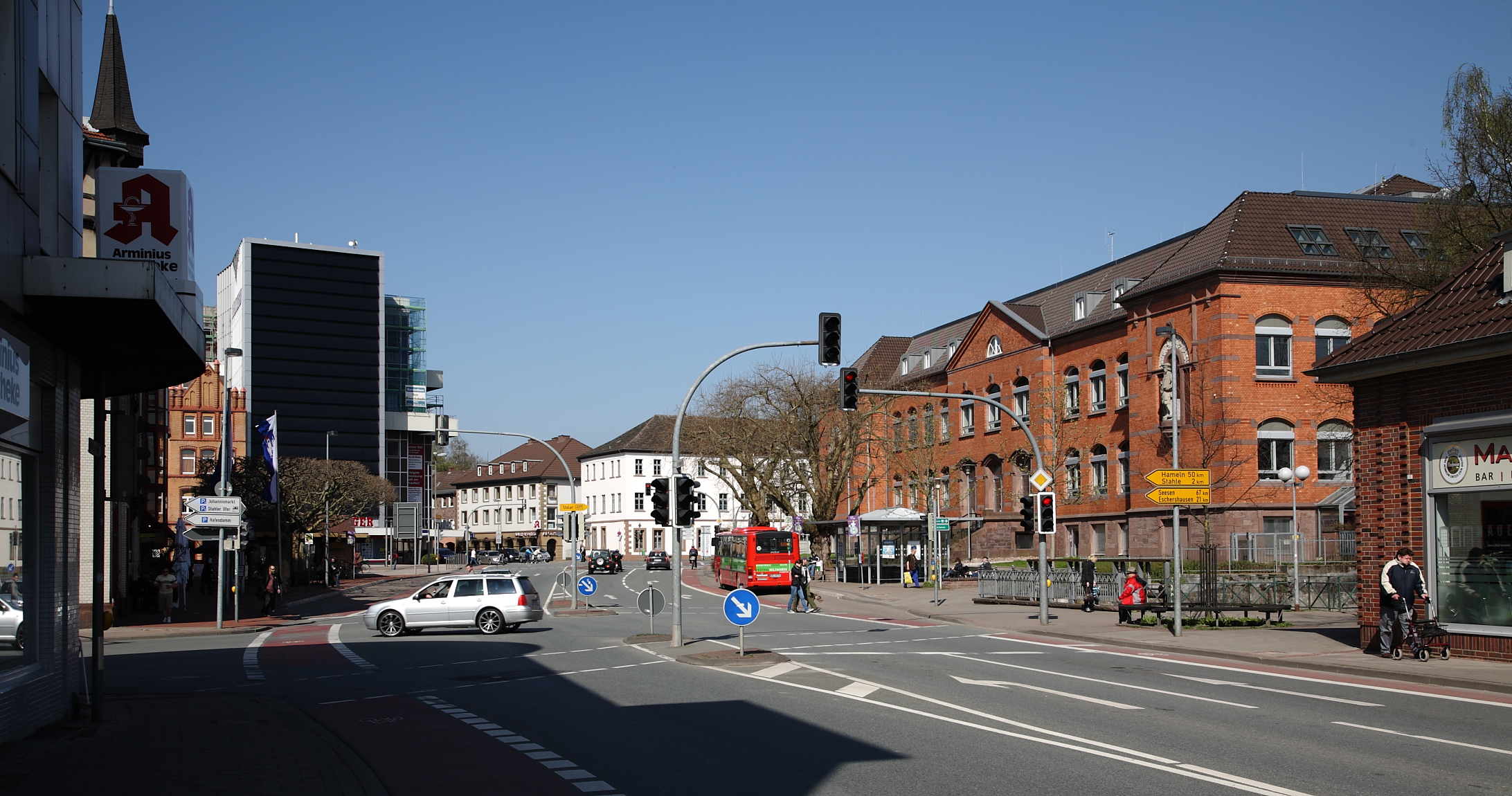
Die Fürstenberger Straße (L550) mit Blick auf den Haarmannplatz, benannt nach Kreisbaumeister Haarmann, rechts die HAWK-Hochschule

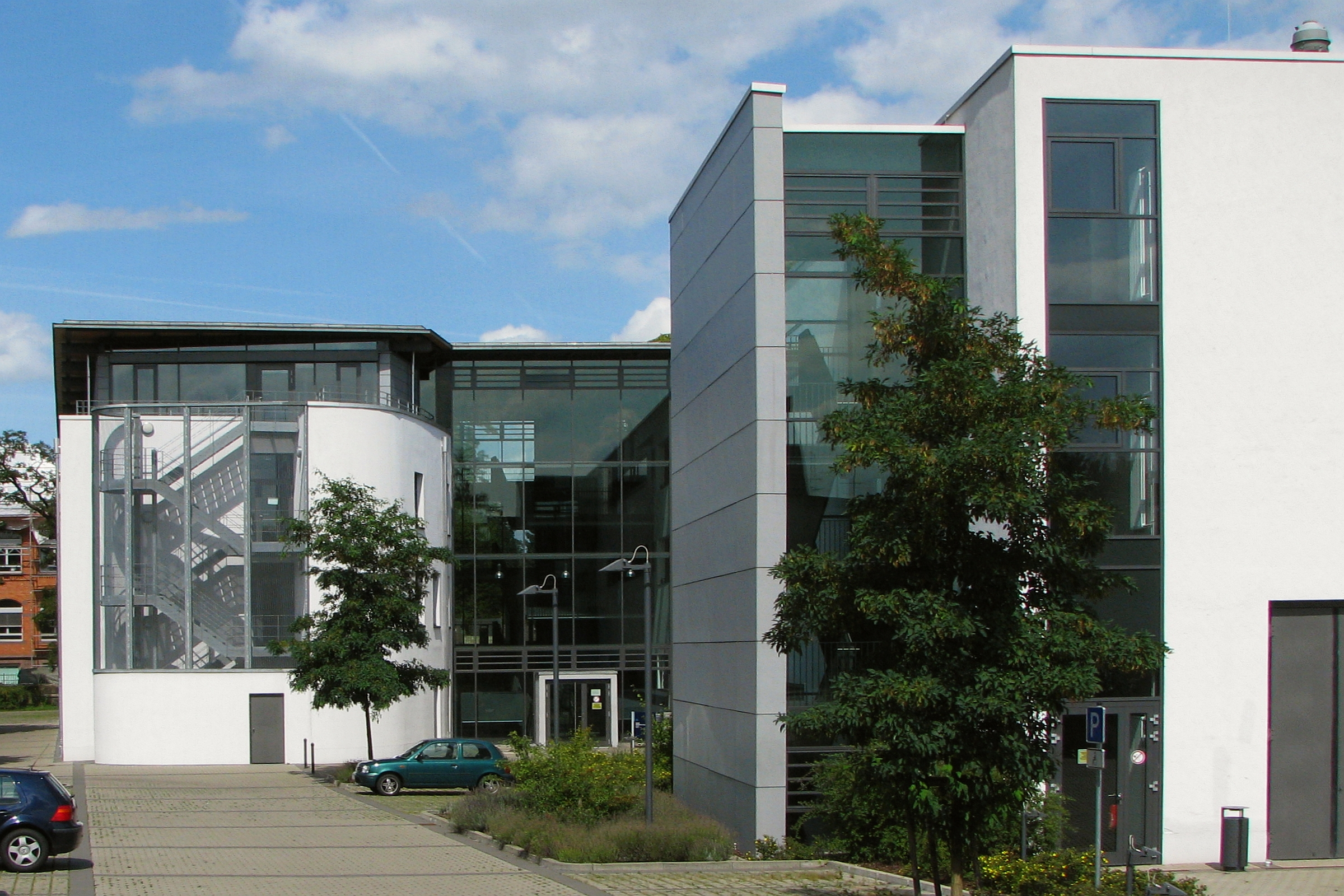
Erweiterungsgebäude der HAWK Hochschule in Holzminden, Fakultät für Management, Soziale Arbeit und Bauen

Im Jahre 1971 wurden zudem die „Staatliche Ingenieurschule für Bauwesen“ in Holzminden und die „Königliche Baugewerkschule Hildesheim“ (gegr. 1900) zur „Fachhochschule Hildesheim/Holzminden“ fusioniert.
Als überregionale Serviceeinrichtung gründete sich 1976 die Aktion Tonband-Zeitung für Blinde e. V. in Holzminden, als eine der größten Dienstleistungszentralen zur Vervielfältigung und den Versand von Hörzeitungen für viele Regionen Deutschlands.
Im Jahre 1977 kam es zum Ausbau des Gewerbegebietes Bülte und es siedelte sich ein Real-Kauf-Warenhaus (Anfang 2008 Übernahme durch Kaufland) und ein Praktiker-Baumarkt an. Im Jahre 1978 wurde die Frachtschifffahrt auf der Weser endgültig eingestellt. 1985 nahm das Albert-Schweitzer-Therapeutikum, eine Fachklinik für Kinder und Jugendpsychiatrie und Psychotherapie, seinen Betrieb auf.
Im Mai 1991 wurde erstmals das Internationale Straßentheaterfestival Holzminden veranstaltet.
Am 12. Oktober 1991 kam es zum Polizistenmord von Holzminden, bei dem durch Vortäuschung eines Wildunfalls ein Hinterhalt gelegt wurde.

### 21. Jahrhundert
Im Juli 2004 war Holzminden Ausrichter des Landesfestes Tag der Niedersachsen.
Im Februar 2008 berichtete das Jugend- und Sozialamt der Stadt von steigender Kinderarmut. Rund 7000 Bürger erhalten demnach Hartz IV-Leistungen und werden von der Arbeitsgemeinschaft zur Arbeitsvermittlung (AzA) betreut. Darunter sind 2000 Kinder unter 15 Jahren mit einer Hartz-IV-Regelleistung. 26,4 Prozent der Kinder und Jugendlichen (bis 18 Jahre) in der Stadt Holzminden leben in Familien, die Arbeitslosengeld II erhalten.
Am 2. März 2008 kam es zum erneuten Bürgerentscheid für den Erhalt der kommunalen Stadtwerke im Bereich Gas- und Wasserversorgung in Holzminden, der von verschiedenen Parteien und Organisatoren unterstützt wurde, allerdings entgegen den Parteien der Ratsfraktionen mit Ausnahme Der Grünen. Beim ersten Bürgerbegehren am 18. September 2005 – zeitgleich mit den Bundestagswahlen – stimmten 87,2 Prozent der Bürger der Stadt für den Erhalt der Stadtwerke in kommunaler Hand, bei einer Wahlbeteiligung von 58,2 Prozent.
Das Bürgerbegehren scheiterte indes ganz knapp, da mit 4003 Ja-Stimmen nur 176 Stimmen bzw. 1,05 Prozent der Wahlberechtigten fehlten. 529 Bürger stimmten dagegen. Von den abgegebenen Stimmen bei einer Wahlbeteiligung von 27,3 Prozent sprachen sich damit 88,3 Prozent für den Erhalt der Stadtwerke Holzminden in kommunaler Hand aus.
Im November 2008 gab das niedersächsische Justizministerium bekannt, die offene Vollzugsabteilung des Gefängnisses am Amtsgericht in Holzminden, die zur Justizvollzugsanstalt Rosdorf gehört, zu schließen. Hier gibt es derzeit 40 Plätze und neun Bedienstete.

### Eingemeindungen
Mit Wirkung vom 1. Januar 1962 wurden durch das „Neuhausgesetz“ vom 13. Dezember 1961 die drei Gemeinden Fohlenplacken (Landkreis Holzminden), Neuhaus (Landkreis Holzminden) und Preußisch Neuhaus (Landkreis Northeim) zur neuen Gemeinde Neuhaus im Solling mit dem Ortsteil Fohlenplacken zusammengeschlossen und dem Landkreis Holzminden zugeordnet.
Am 1. Januar 1973 wurden die Gemeinden Mühlenberg, Neuhaus im Solling und Silberborn eingegliedert.

### Ausgliederungen
Am 1. Oktober 1971 erfolgte nach einem Gebietsänderungsvertrag zwischen den Bundesländern Niedersachsen und Nordrhein-Westfalen die Eingliederung des vormals auf Holzmindener Seite gelegenen Otterbach-Gebietes zur Stadt Höxter (Ortsteil Lüchtringen) im Tausch gegen Gebiete am Stahler Ufer. Dadurch wurden 112 Einwohner Neubürger der Stadt Höxter.

### Einwohnerentwicklung
| Jahr | Einwohner |
| ---- | --------- |
| 1687 | 1100      |
| 1749 | 2121      |
| 1781 | 2583      |
| 1802 | 2452      |
| 1830 | 3272      |
| 1855 | 6887      |
| 1871 | 5932      |
| 1890 | 8898      |
| 1900 | 9857      |
| 1910 | 11.474    |
| 1925 | 12.192    |
| 1930 | 12.377    |
| 1933 | 12.955    |
| 1939 | 13.796    |
| 1945 | 20.666    |

| Jahr | Einwohner |
| ---- | --------- |
| 1950 | 22.151    |
| 1955 | 24.702    |
| 1970 | 24.393    |
| 1980 | 22.218    |
| 1990 | 21.477    |
| 2000 | 21.495    |
| 2005 | 20.789    |
| 2008 | 20.387    |
| 2009 | 20.210    |
| 2010 | 20.073    |
| 2011 | 20.151    |
| 2012 | 20.131    |
| 2013 | 20.107    |
| 2014 | 20.169    |
| 2015 | 20.099    |

| Jahr | Einwohner |
| ---- | --------- |
| 2016 | 20.189    |
| 2017 | 20.132    |
| 2018 | 19.998    |
| 2019 | 19.841    |
| 2020 | 19.790    |

## Religion

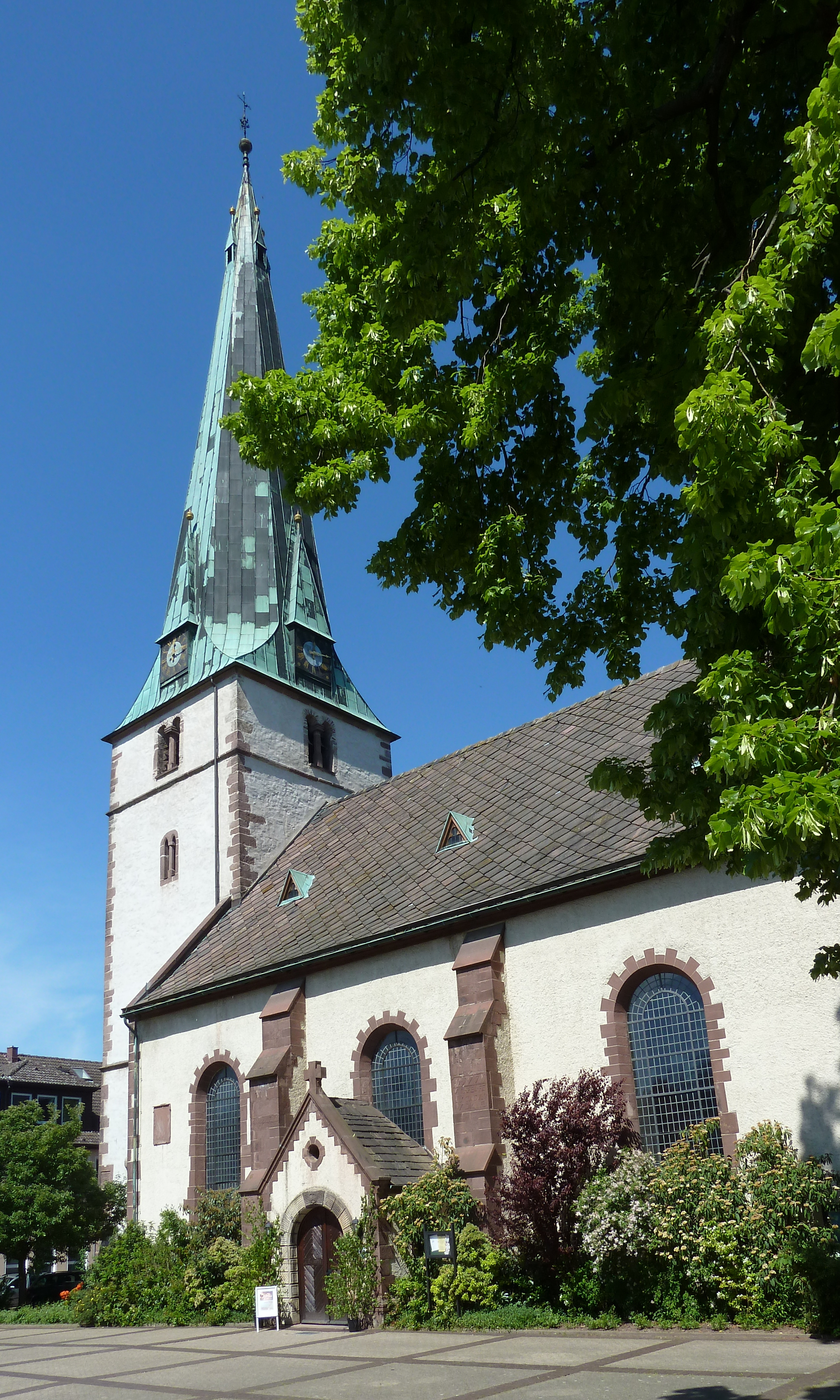
Lutherkirche

- evangelisch-lutherische Kirchengemeinde Luther (St. Marien)
- evangelisch-lutherische St.-Michaelis-Kirchengemeinde
- evangelisch-lutherische St.-Pauli-Kirchengemeinde (Altendorf)
- evangelisch-lutherische St.-Thomas-Kirchengemeinde, seit 1968
- Evangelisch Freikirchliche Gemeinde (EFG) (Baptisten)
- römisch-katholische St.-Josefs-Pfarrgemeinde mit Kirchen in Holzminden und Neuhaus im Solling
- evangelischer Standortpfarrer Pionierkaserne am Solling (Militärpfarrer)
- katholischer Standortpfarrer (Militärpfarrer)
- evangelisch-lutherische Kirchengemeinde Neuhaus im Solling und Silberborn
- neuapostolische Kirchengemeinde (NAK)
- Zeugen Jehovas
- Fatih-Moschee (Fatih Camii)

## Politik

### Stadtrat
Der Rat der Stadt Holzminden hat 32 Mitglieder. Dies ist die festgelegte Anzahl für eine Gemeinde mit einer Einwohnerzahl zwischen 15.001 und 20.000 Einwohnern. Die Ratsmitglieder werden durch eine Kommunalwahl für jeweils fünf Jahre gewählt. Die aktuelle Amtszeit begann am 1. November 2021 und endet am 31. Oktober 2026.
Stimmberechtigt im Rat der Stadt ist außerdem der hauptamtliche Bürgermeister.
Die letzte Kommunalwahl am 12. September 2021 führte zu folgendem Ergebnis:
|                                    | 2021  | 2021  | 2016  | 2016  | 2011  | 2011  | 2006  | 2006 | 2001  | 2001  |
| Partei                             | Sitze | %     | Sitze | %     | Sitze | %     | Sitze | %    | Sitze | %     |
| ---------------------------------- | ----- | ----- | ----- | ----- | ----- | ----- | ----- | ---- | ----- | ----- |
| CDU                                | 10    | 31,81 | 12    | 36,27 | 12    | 35,49 | 14    | 40,2 | 15    | 40,40 |
| SPD                                | 7     | 20,56 | 10    | 28,68 | 13    | 37,84 | 13    | 38,6 | 14    | 39,95 |
| GRÜNE                              | 5     | 16,56 | 4     | 12,06 | 6     | 16,41 | 2     | 7,0  | 1     | 4,95  |
| FDP                                | 4     | 12,90 | 4     | 12,63 | 2     | 5,88  | 3     | 8,1  | 1     | 5,28  |
| Unabh. Wgem. Holzminden (UWG)      | 2     | 6,38  | 2     | 6,15  | 1     | 4,38  | 2     | 6,1  | 3     | 8,54  |
| Wählergruppe Lebendiges Holzminden | 2     | 5,49  | –     | –     | –     | –     | –     | –    | –     | –     |
| Einzelbewerber Wistuba             | 1     | 2,66  | –     | –     | –     | –     | –     | –    | –     | –     |
| Die Linke                          | 1     | 1,97  | 2     | 4,22  | –     | –     | –     | –    | –     | –     |
| Sonstige                           | –     | 1,69  | –     | 0,0   | –     | 0,00  | –     | 0,0  | –     | 0,88  |
| Gesamt                             | 32    | 100   | 34    | 100   | 34    | 100   | 34    | 100  | 34    | 100   |

Nach der Wahl 2016 kam es in der größten Fraktion, der CDU, zur „Asche-Affäre“: Eberhard Asche kandidierte zugleich für die CDU (im Stadtrat) und für die Unabhängige Wählergemeinschaft UWG (im Kreistag). Dies hatte zur Folge, dass von zwölf CDU-Abgeordneten neun aus der CDU-Fraktion traten. Sie bildeten anschließend die neue Fraktion „WIR“. Acht gaben zudem ihr CDU-Parteibuch zurück. Die CDU stellte daraufhin folglich nur noch drei Abgeordnete. Auch in der SPD kam es zum Eklat, aufgrund dessen ein Abgeordneter austrat. Die SPD stellte in der konstituierenden Sitzung damit – wie WIR – neun Abgeordnete.

### Bürgermeister
Hauptamtlicher Bürgermeister der Stadt Holzminden ist Christian Belke (parteilos). Bei der Kommunalwahl am 12. September 2021 wurde Belke als Nachfolger des parteilosen Jürgen Daul erstmals zum neuen Bürgermeister gewählt. Im ersten Wahlgang erhielt Belke 61,4 % der gültigen Stimmen, die Wahlbeteiligung lag bei 50,2 %. Belke trat seine Amtszeit am 1. November 2021 an.
Bürgermeister
- um 1595 Dietrich Smedes (nach einer Steinplatte der Lutherkirche, die den Neubau des Turms 1595 unter Bgm. Dietrich Smedes bezeugt)
- um 1637 Andreas Bielefeld
- 1620–1642 Johannes Krekeler[37]
- 1660–1669 Anton Reus
- 1742–1763 Johann Georg von Langen (Oberbürgermeister)
- 1763–1778 Heinrich Bartels
- (1819–1828) Georg Christian Kahle
- (–1839) Gerhard Bock
- 1864–1873 Friedrich Theodor Wolff
- 1873–1878 Wilhelm Cruse
- 1878–1899 Hermann Schrader
- 1900–1919 Paul Johann August von Otto (1868–1939)
- 1933–1945 Albert Jeep (1888–1953)
- 1956–1963 Bruno Brandes (CDU)
- 1973–1981 Paul Kretschmer (SPD)
- 1981–1991 Jakob Köbberling (CDU)
- 1991–1993 Josef Bernert (CDU)
- 1993–1996 Wolfgang Bellmer (UWG)
- 1996–1999 Uwe Schünemann (CDU)
- 2000–2006 Wolfgang Bönig (SPD)
- 2006–2021 Jürgen Daul (parteilos)
- seit 1. November 2021 Christian Belke (parteiunabhängig)

Ehemalige Stadtdirektoren
- 1948–1972 Paul Kretschmer (SPD)
- 1972–1975 Christean Wagner (CDU)
- 1975–1993 Michael Berinskat[38]
- 1994–1999 Heinrich von Bargen

### Ortsräte
Aufgrund ihrer Einwohnerzahlen werden die Ortsteile Neuhaus und Silberborn jeweils von einem Ortsrat vertreten. Bei der Kommunalwahl 2021 ergaben sich folgende Sitzverteilungen:
| Ortsteile  | SPD | CDU | Grüne | 0WG | 0∑ |
| ---------- | --- | --- | ----- | --- | -- |
| Neuhaus    | 4   | 1   | 1     | 5*  | 11 |
| Silberborn | 3   | 6   | -     | -   | 9  |
| ∑          | 7   | 7   | 1     | 5   | 20 |

*Unabh. Wgem. Holzminden

### Wappen, Flagge, Dienstsiegel

Das Stadtwappen befindet sich auch oben links im Wappen der Burschenschaft Holzminda

Das Wappen der Stadt zeigt auf blauem Grund drei aus Quadern gefügte, von roten Spitzdächern mit goldenen Spitzen gekrönte Türme. Die beiden schlanken, seitlichen Türme mit je einem Rundbogenfenster überragen den mittleren, der zwei Fenster aufweist. Im Vordergrund erhebt sich ein Palisadenzaun. Die Flügel des in der Mitte befindlichen Rundbogentores sind weit nach außen geöffnet. In der blauen Türöffnung schreitet ein weißer, gold gekrönter und rot gezüngelter Löwe aufrecht nach rechts. Das Wappen entstand aus dem ältesten Siegel der Stadt von 1535. Es stellt bereits ein geöffnetes Stadttor dar, das von zwei seitlichen Türmen flankiert wird. Die Farben der Flagge sind weiß-blau. Vor 1905 waren die Stadtfarben rot-weiß.
Das Dienstsiegel enthält das Wappen und die Umschrift „Stadt Holzminden“.

### Städtepartnerschaften
- Britische Partnerstadt ist Leven in Fife, Schottland[45].

## Kultur und Sehenswürdigkeiten

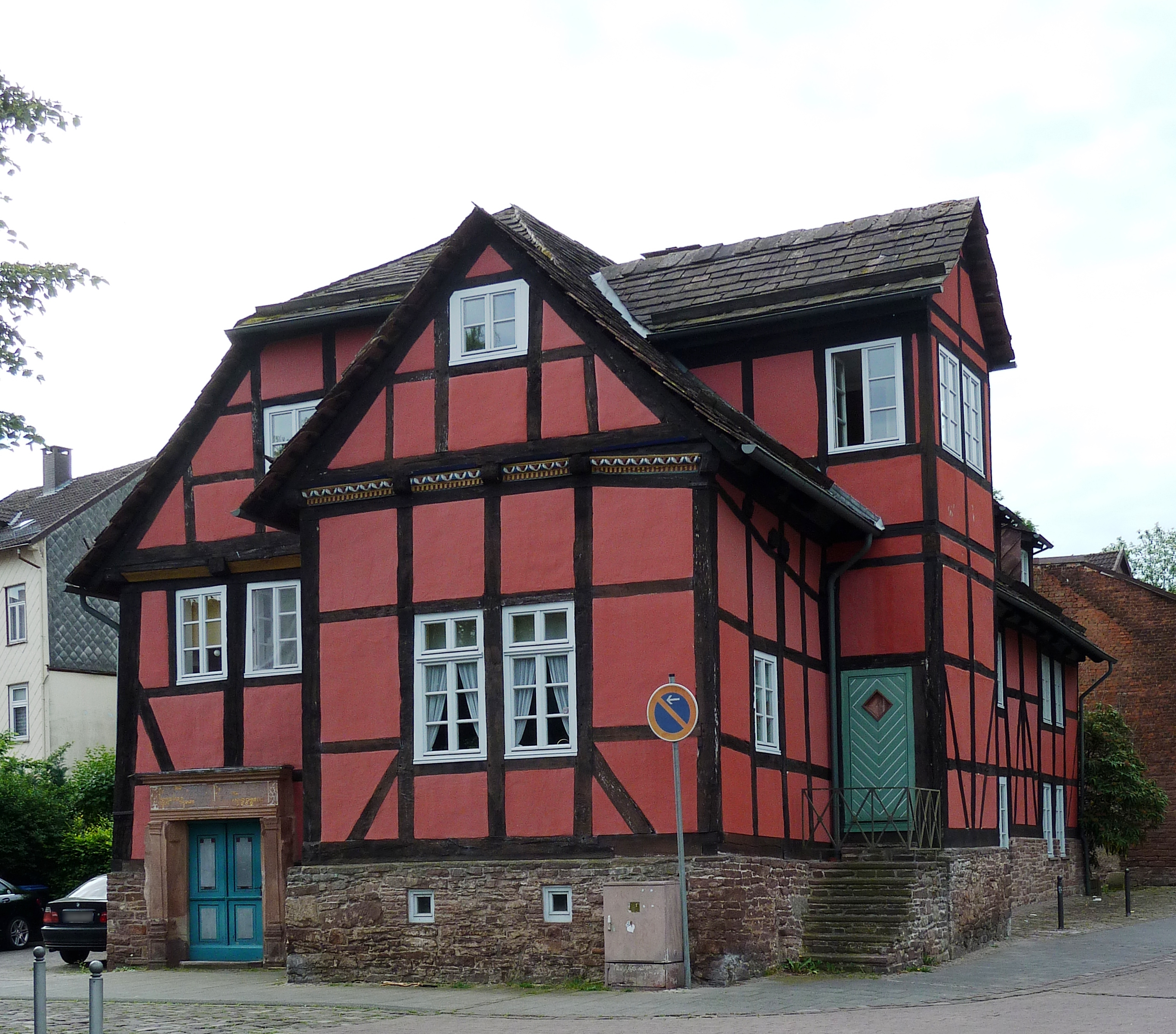
Tillyhaus

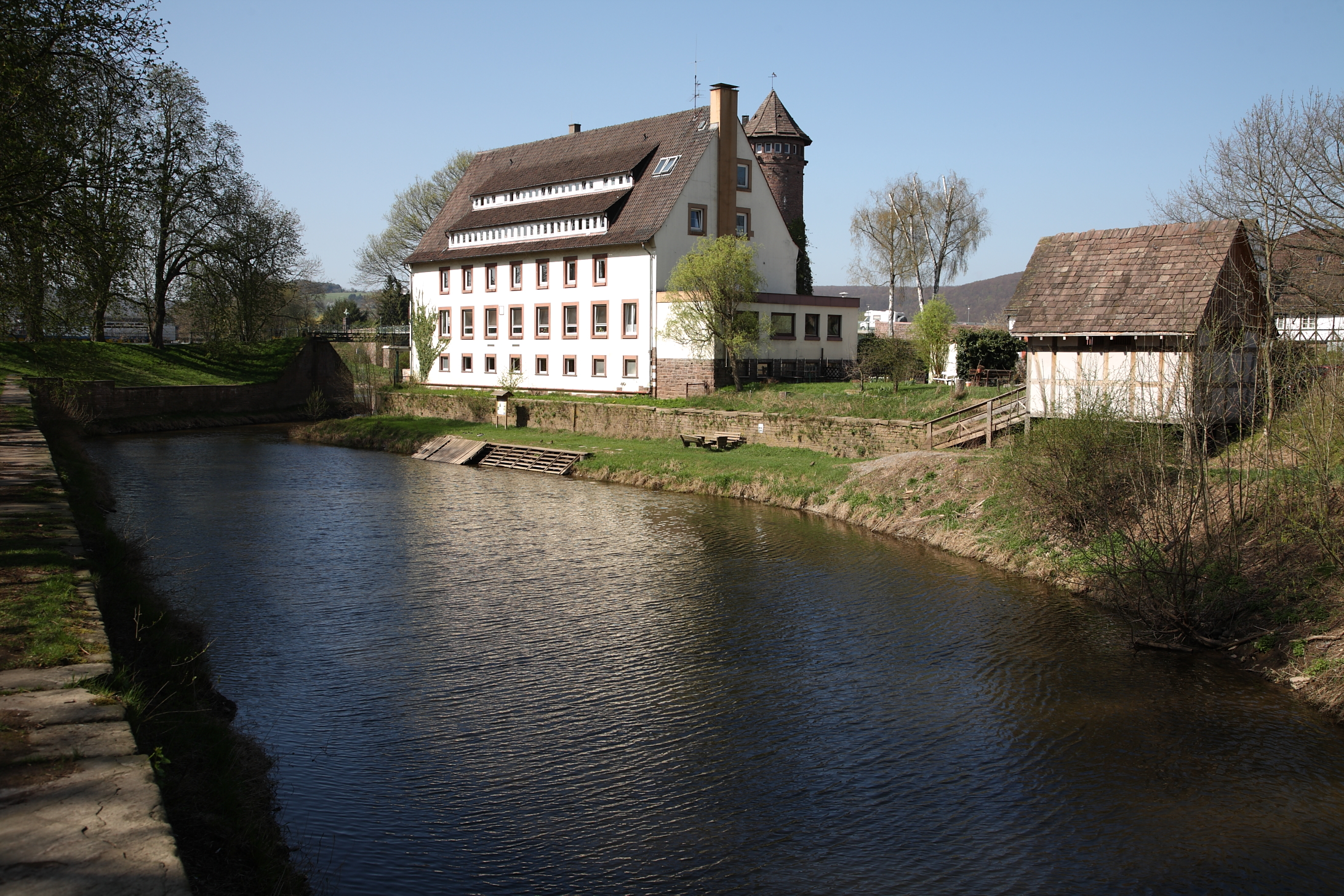
Historische Hafen- und Werftanlage sowie die ehemalige Jugendherberge

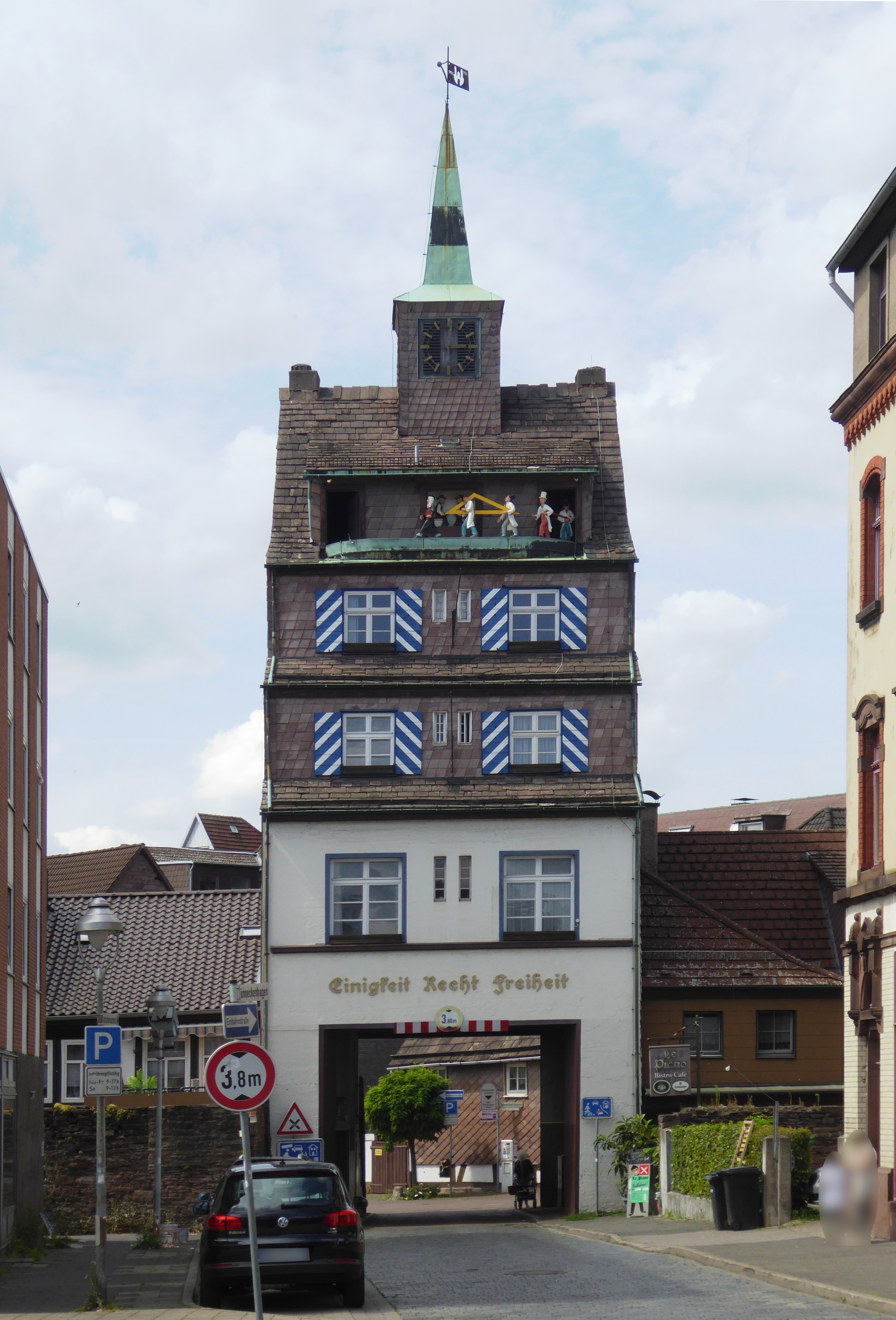
Reichspräsidentenhaus, erbaut 1929

### Bauwerke
- Das 1609 von dem Amtmann Nicolaus Theßmar aus Kolberg erbaute Haus am unteren Ende der Grabenstraße 43, heute als Tilly-Haus bezeichnet. Im Sommer 1625 soll in dem Haus der Feldherr Johann T’Serclaes von Tilly während des Dreißigjährigen Krieges und nach der Schlacht bei Lutter verweilt haben. Bei dem Stadtbrand 1640 blieb das Gebäude als einziges Fachwerkhaus der Stadt verschont.
- Die Luther-Kirche (ehemals Marien-Kirche)[46]
- Die romanische Kirche St. Pauli
- Der Jüdische Friedhof an der Allersheimer Straße gilt als Kulturdenkmal. Auf ihm befinden sich heute 90 Grabsteine für jüdische Verstorbene aus Holzminden und Umgebung. Bestattungen fanden auf dem Friedhof von 1884 bis 1940 statt.
- Fachhochschule Hildesheim-Holzminden (HAWK) (ehemalige Baugewerkschule) am Haarmannplatz, errichtet 1900–1902, zuvor stand von 1745 bis 1840 an der Stelle ein Eisenwerk.
- Historische Hafen- und Werftanlage, erbaut 1837
- Wilhelm-Raabe-Brunnen von 1927 mit der von Ludwig Isenbeck erschaffenen Figur des Klaus Eckenbrecher aus dem Buch Der heilige Born des Dichters und dessen Wohnhaus im Goldenen Winkel
- Reichspräsidentenhaus von 1929 mit dem 1961 errichteten Glockenspiel mit dem „Meisterumzug“ der Absolventen der Fachhochschule. Die Figuren erschuf 1961 der Northeimer Bildhauer Hasso Korn-Hohenhau (1919–2001).
- Städtisches Torhaus von 1922
- Haus Kirchstraße 4
- Severinsches Haus von 1683 (Halbmondstraße Nr. 9)
- Haus des Handwerks
- Einer der ältesten Marktplätze Norddeutschlands mit einem Brunnen von 1891
- Duftender Stadtrundgang. An 15 Duftstelen in der Innenstadt mit spezifischen Düften werden interessante Informationen zum jeweiligen Standort wie auch über den jeweiligen Duft vermittelt.
- Bleichegraben (1834 errichtete Wäschebleiche)
- Kaiser-Wilhelm-Turm

### Veranstaltungsorte und Veranstaltungen

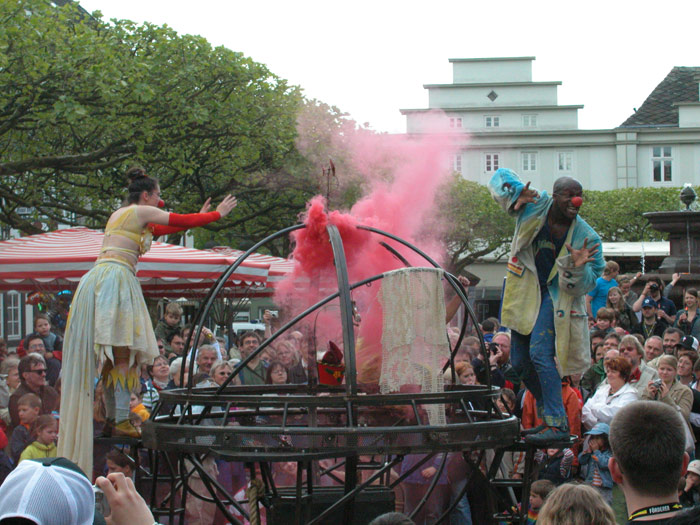
Internationales Straßentheaterfestival Holzminden

- Stadthalle Holzminden (bis zu 1100 Plätze), seit September 2008 unter Leitung der Stadtmarketing Holzminden GmbH
- Zweijährlich zu Pfingsten findet in ungeraden Jahren das Internationale Straßentheaterfestival Holzminden statt.
- Hafenfest (in den 1980er Jahren sehr beliebt, wurde erstmals 2008 wieder veranstaltet). 2008 erfolgte gleichzeitig ein Drei-Länderwettkampf der Feuerwerker als offizielle Vorentscheidung für die Weltmeisterschaft der Feuerwerker 2009 (EUFIAS Wettkampfregeln).
- jährliches Kinderfest im Kauffmannsgarten
- seit 1976 das Kükenfest im Frühjahr jeden Jahres in der Fußgängerzone und am Markt; Ausrichter Werbekreis Holzminden

### Plastiken und Skulpturen
In Holzminden gibt es Objekte der hannoverschen Künstlergemeinschaft Schwerdtfeger und Heisig aus den 1980er Jahren: die Gruppe von Brunnenobjekten in der Mittleren Straße und den Ackerbürger auf dem Marktplatz. Am Weserufer stehen die Alltagsmenschen von Christel Lechner. Am Ostende der Oberen Straße ist eine steinerne Skulptur einer Nase. Am unteren Teich und im Kauffmannsgarten gibt es weitere Skulpturen.

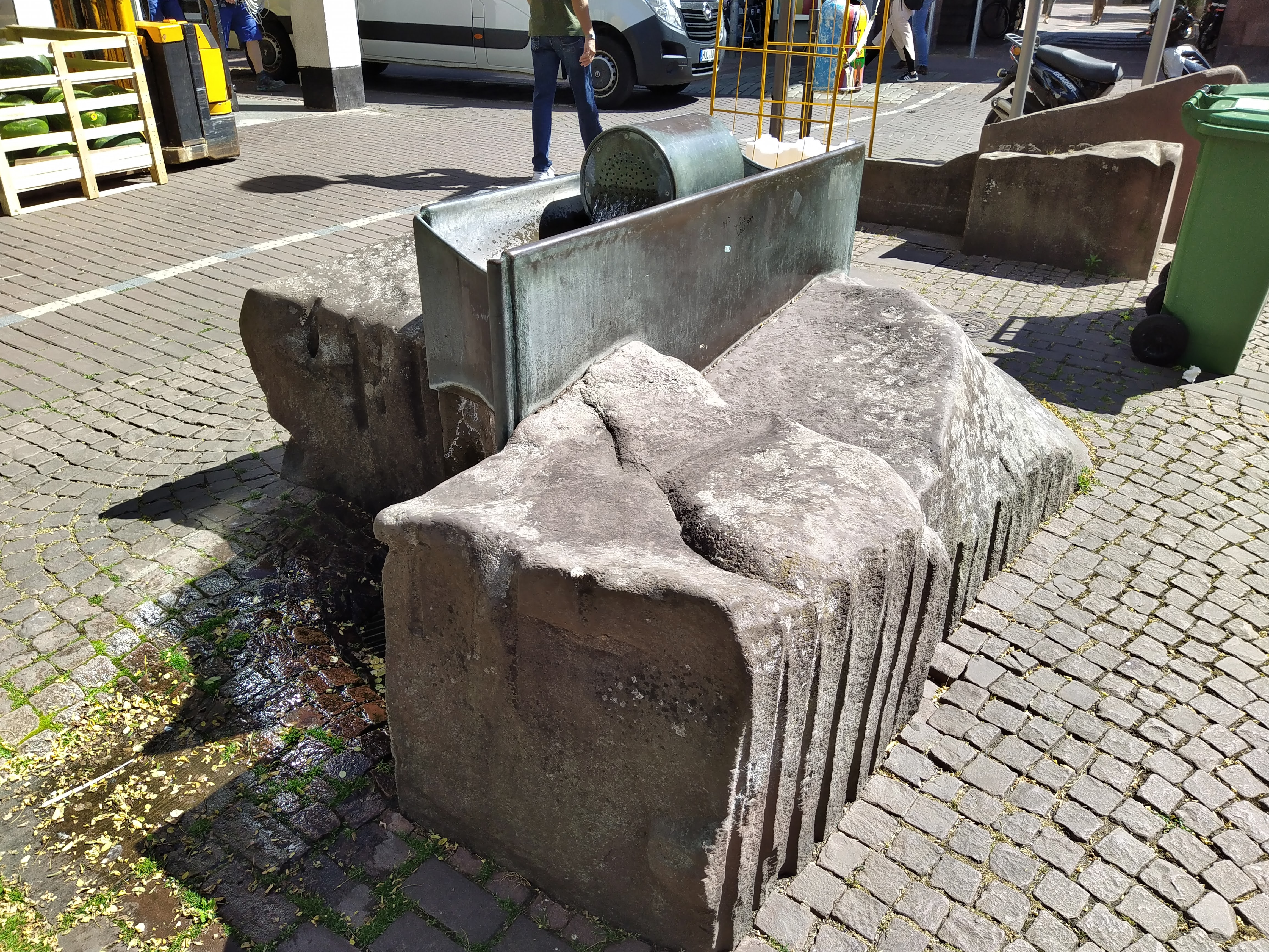
Eines der Brunnenobjekte
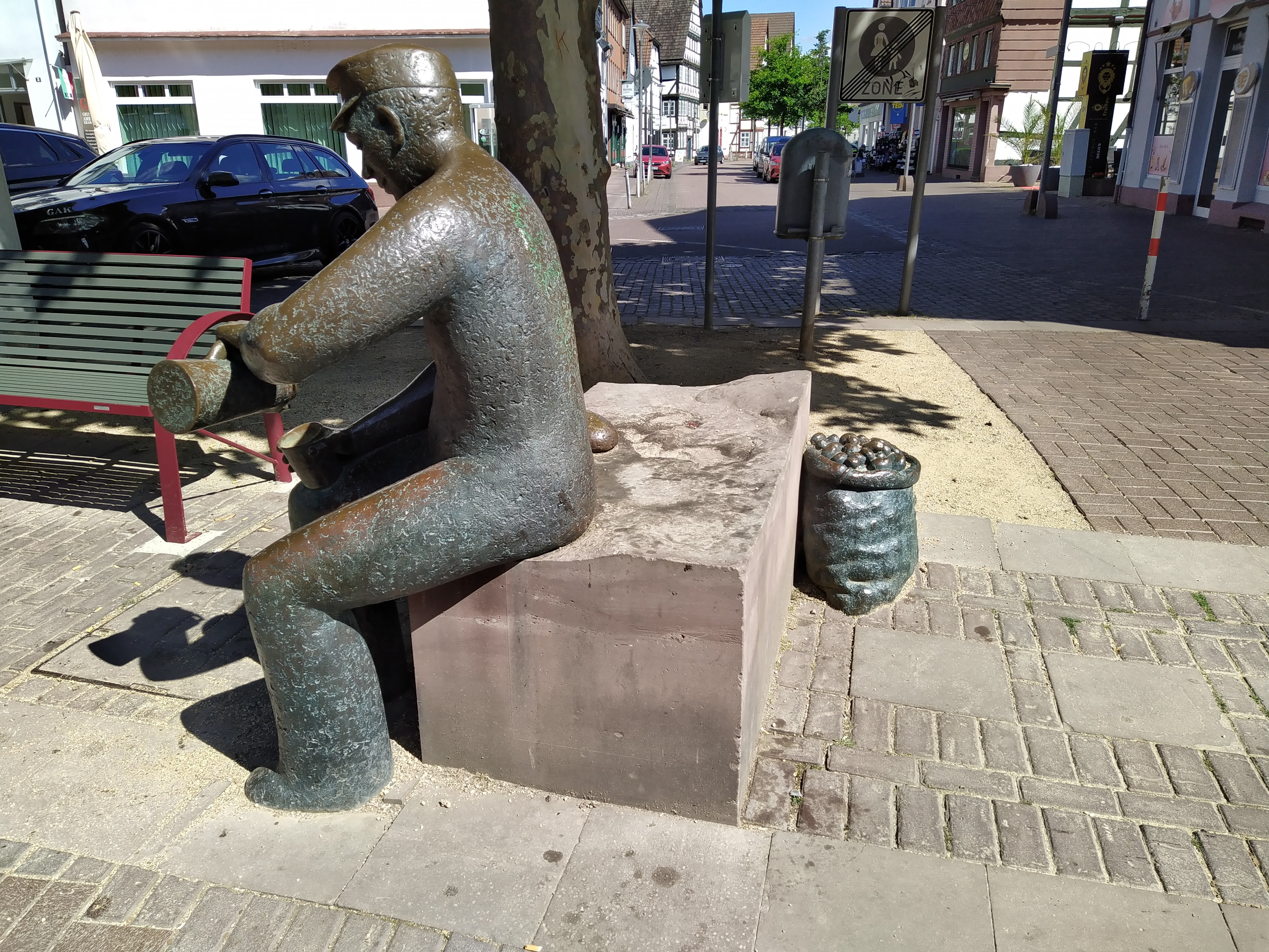
Ackerbürger
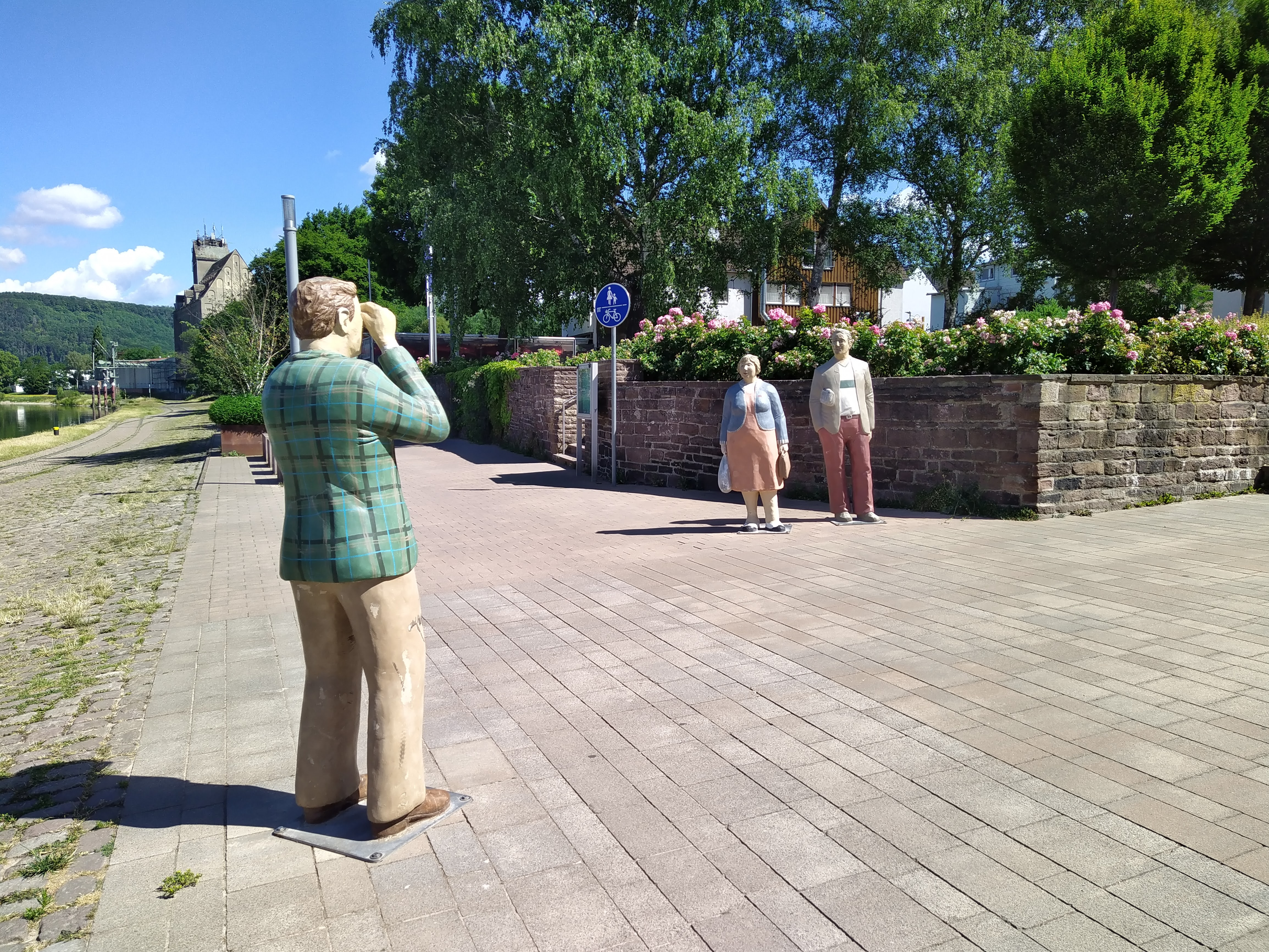
Alltagsmenschen
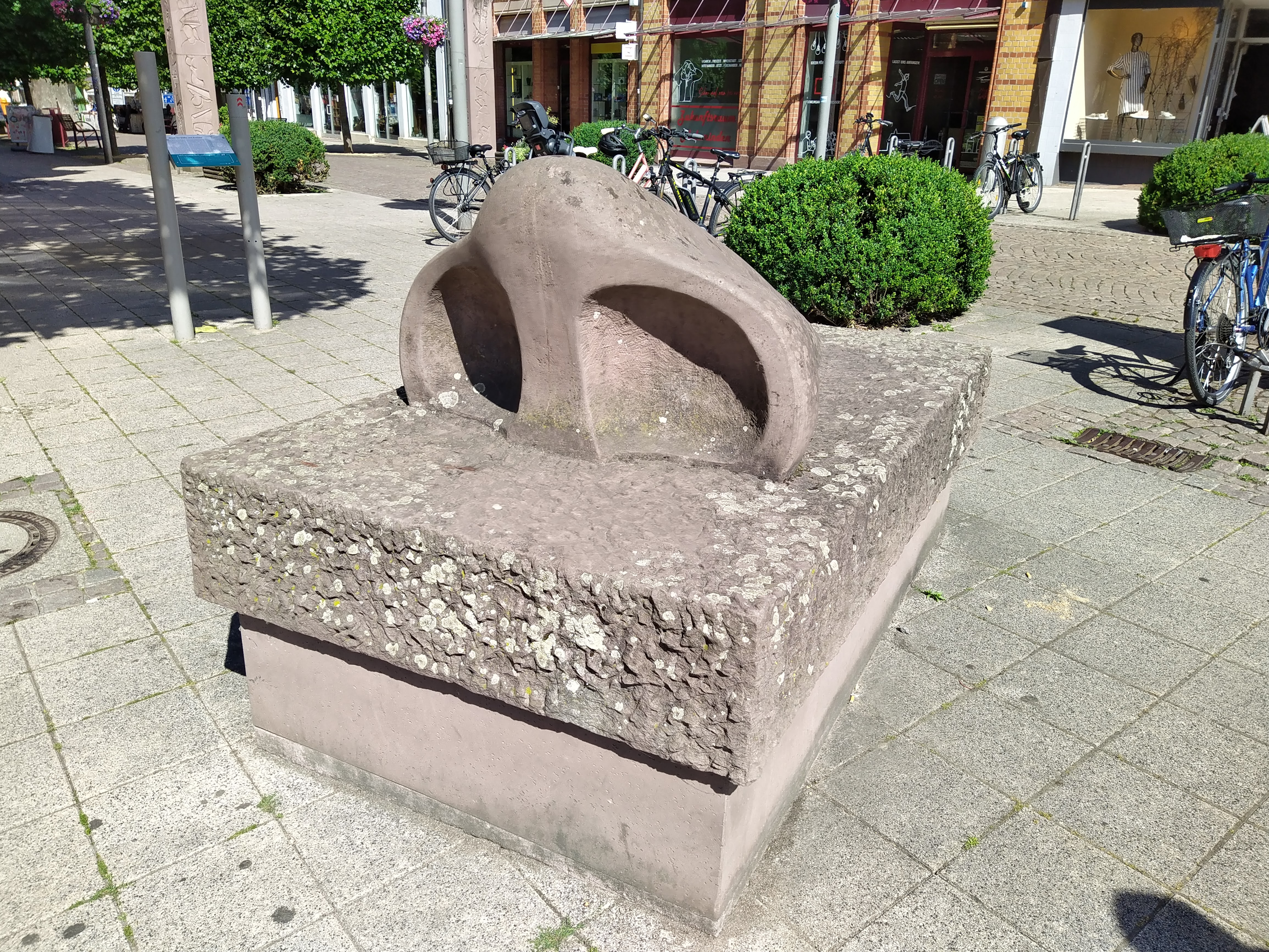
Nase
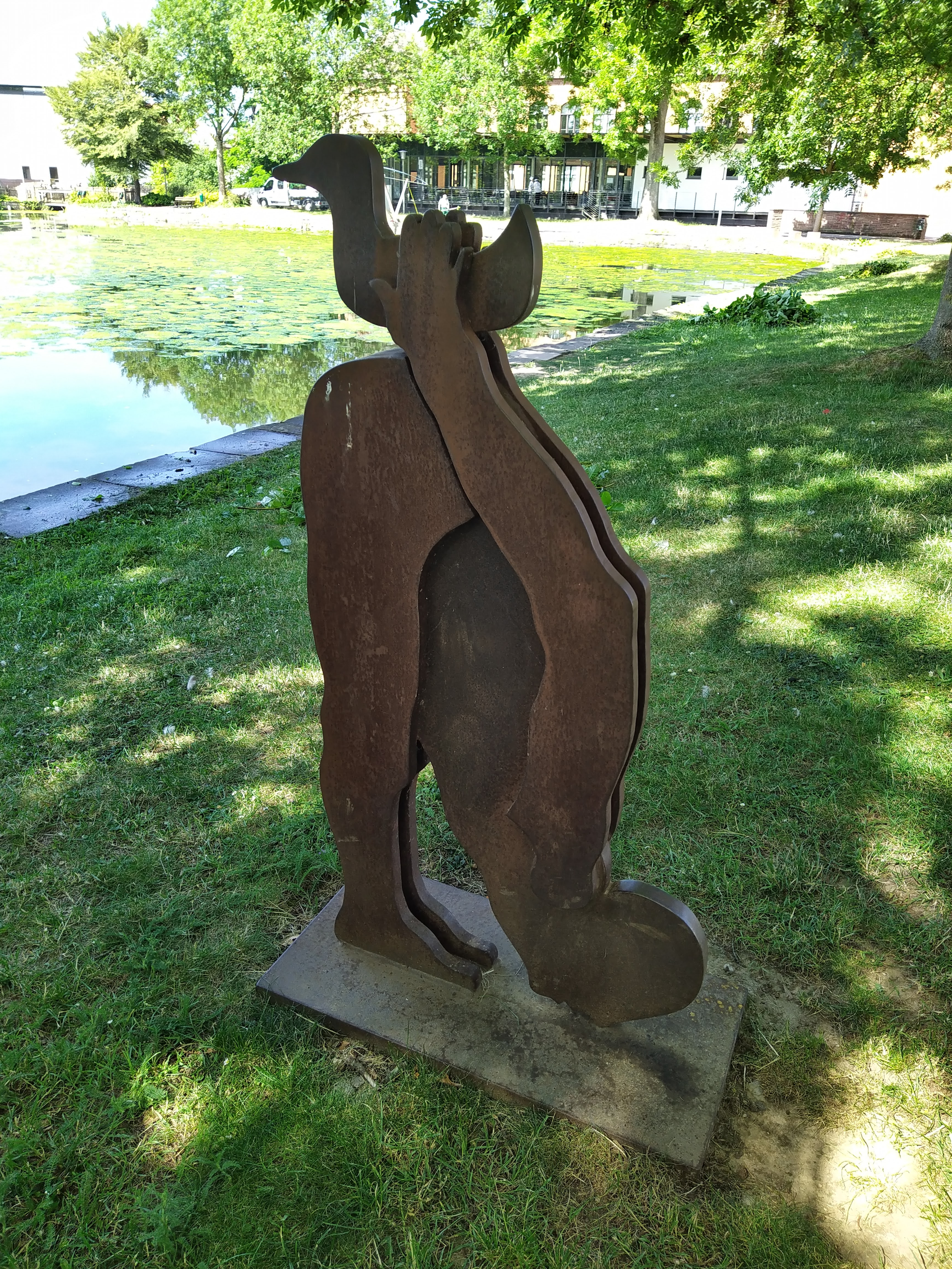
Poente von Karl Repfennig am unteren Teich
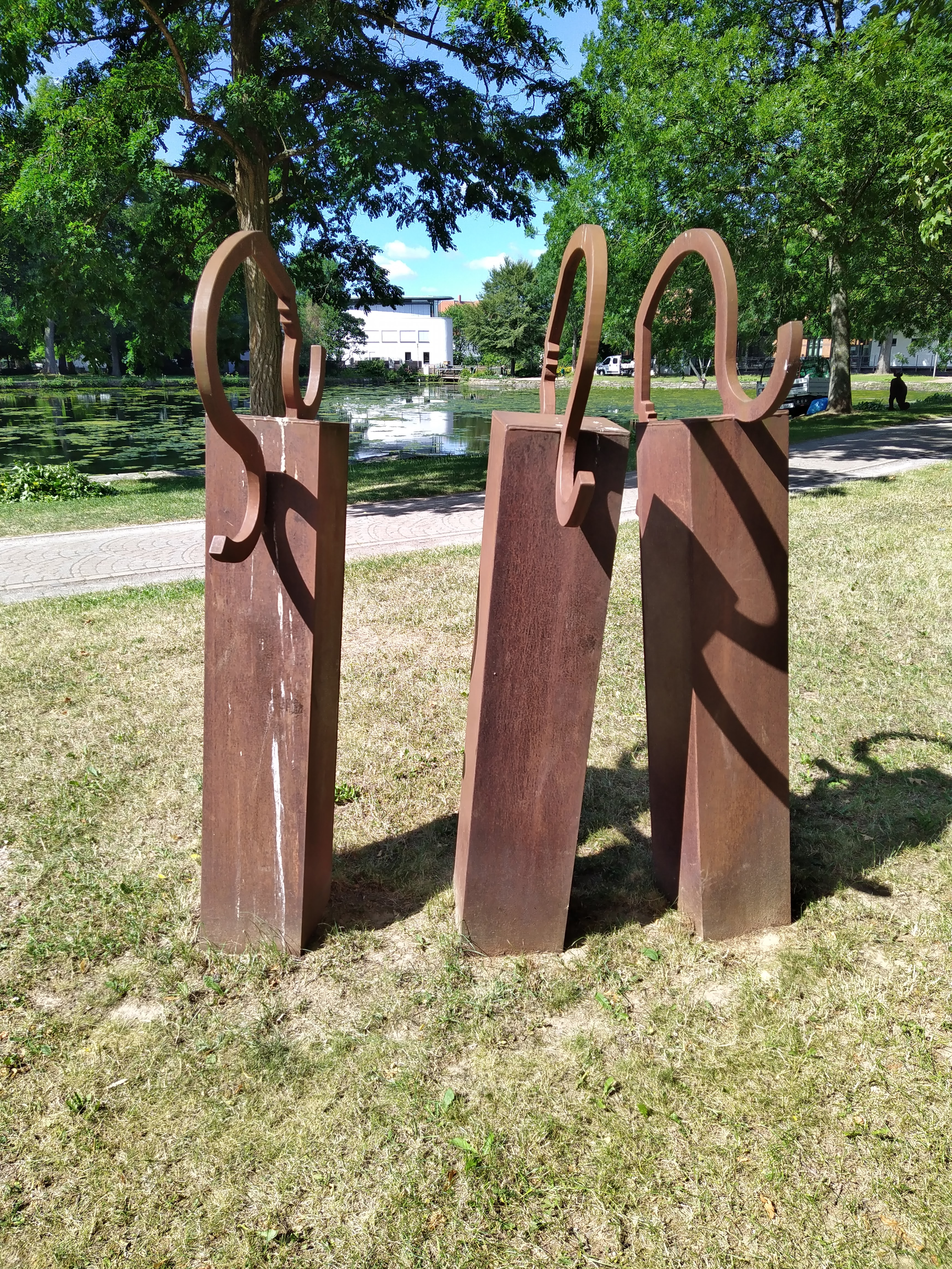
Skulptur am unteren Teich
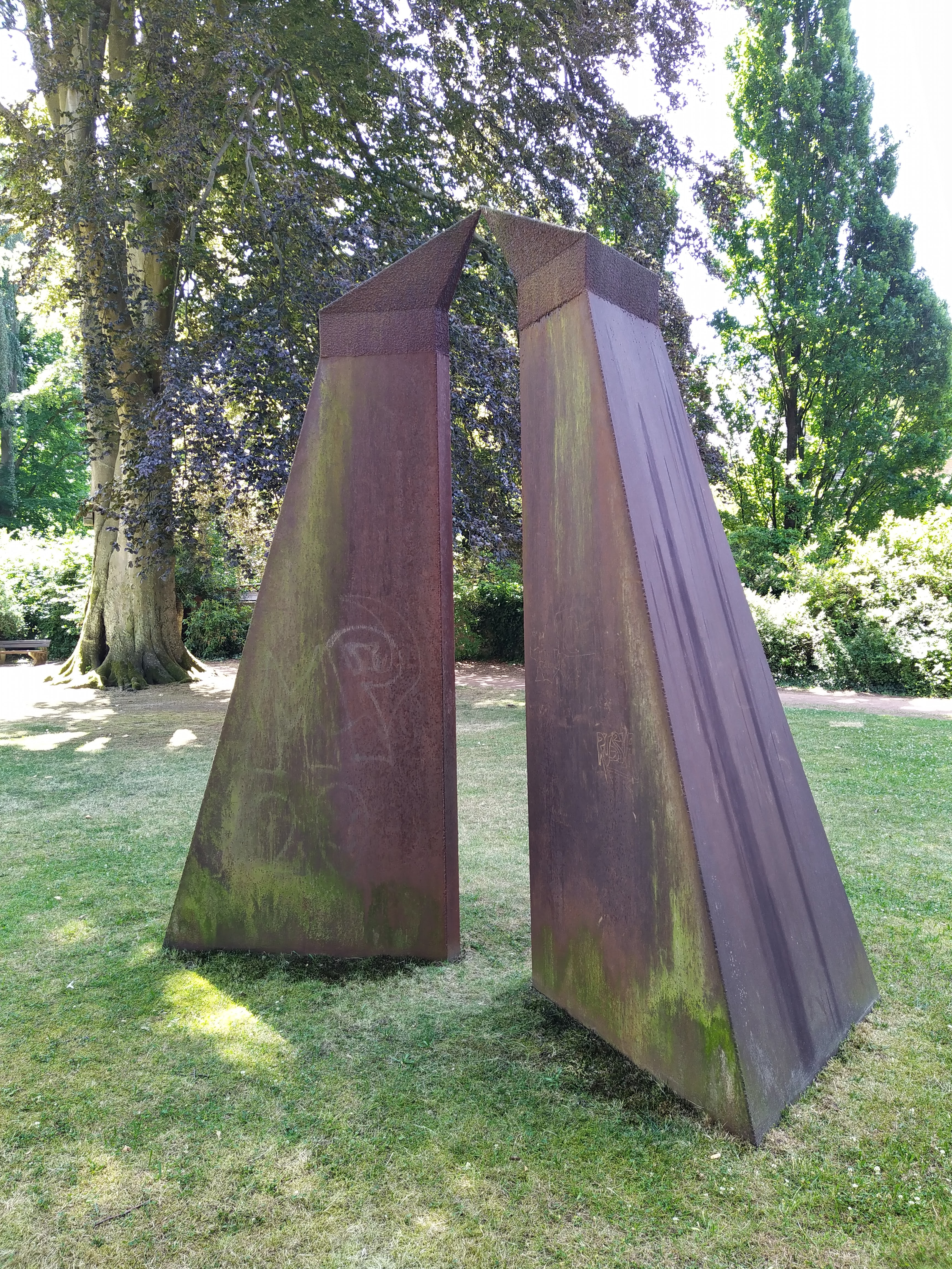
Skulptur im Kauffmannsgarten
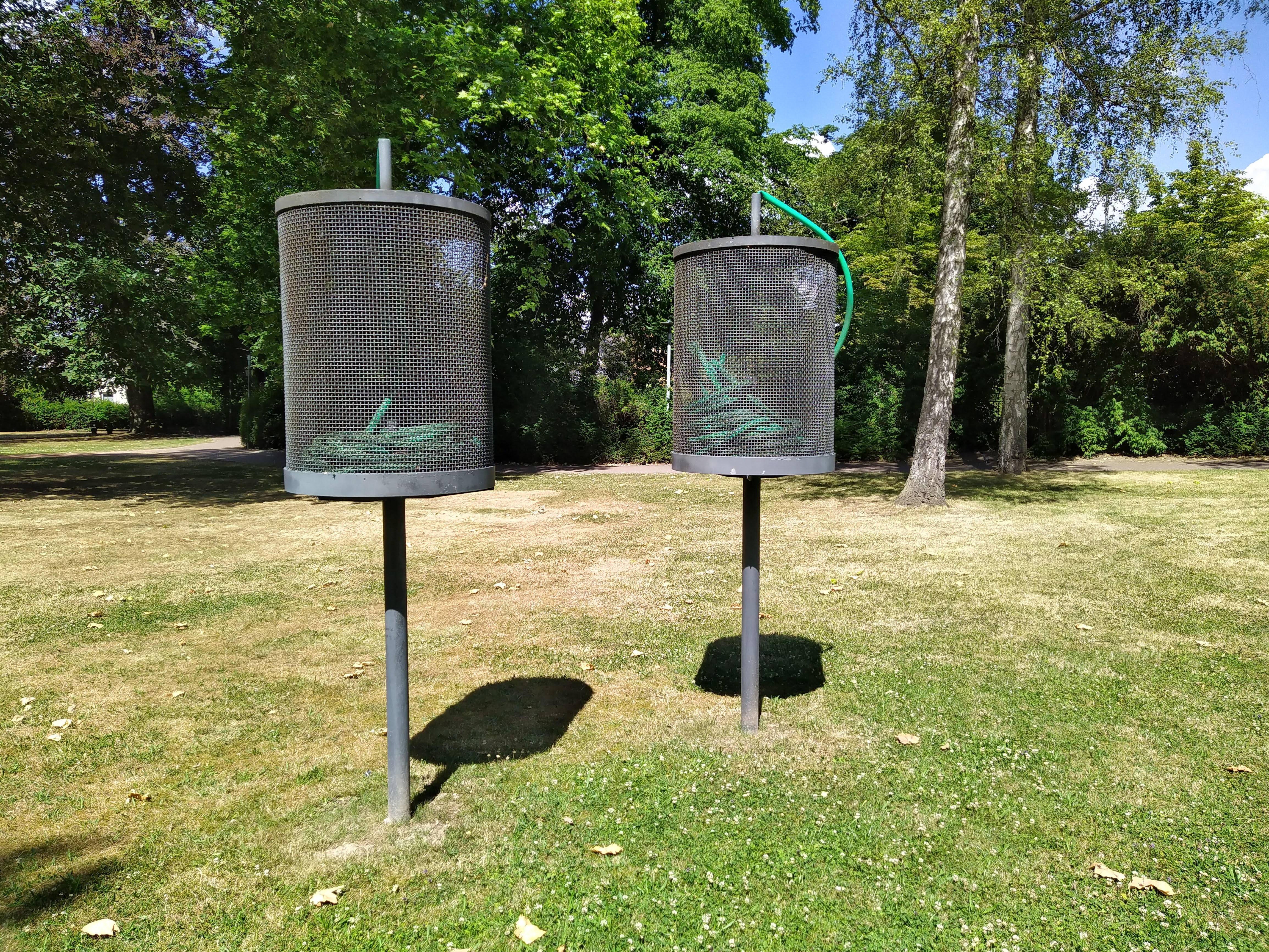
Skulptur im Kauffmannsgarten

### Natur
Auf dem Gebiet der Stadt liegen die Naturschutzgebiete Mecklenbruch, Torfmoor, Stuckenstein-Eichen, Teiche am Erz- und Finkenbruch im Solling, der größte Teil des Vogelherds sowie Teile der Naturschutzgebiete Ahlewiesen, Kleines Bruch und Düsteres Bruch und Hellental.
Die Naturdenkmäler in Holzminden und im gemeindefreien Gebiet Holzminden sind in der Liste der Naturdenkmale im Landkreis Holzminden aufgeführt.

## Wirtschaft und Infrastruktur

### Wirtschaft

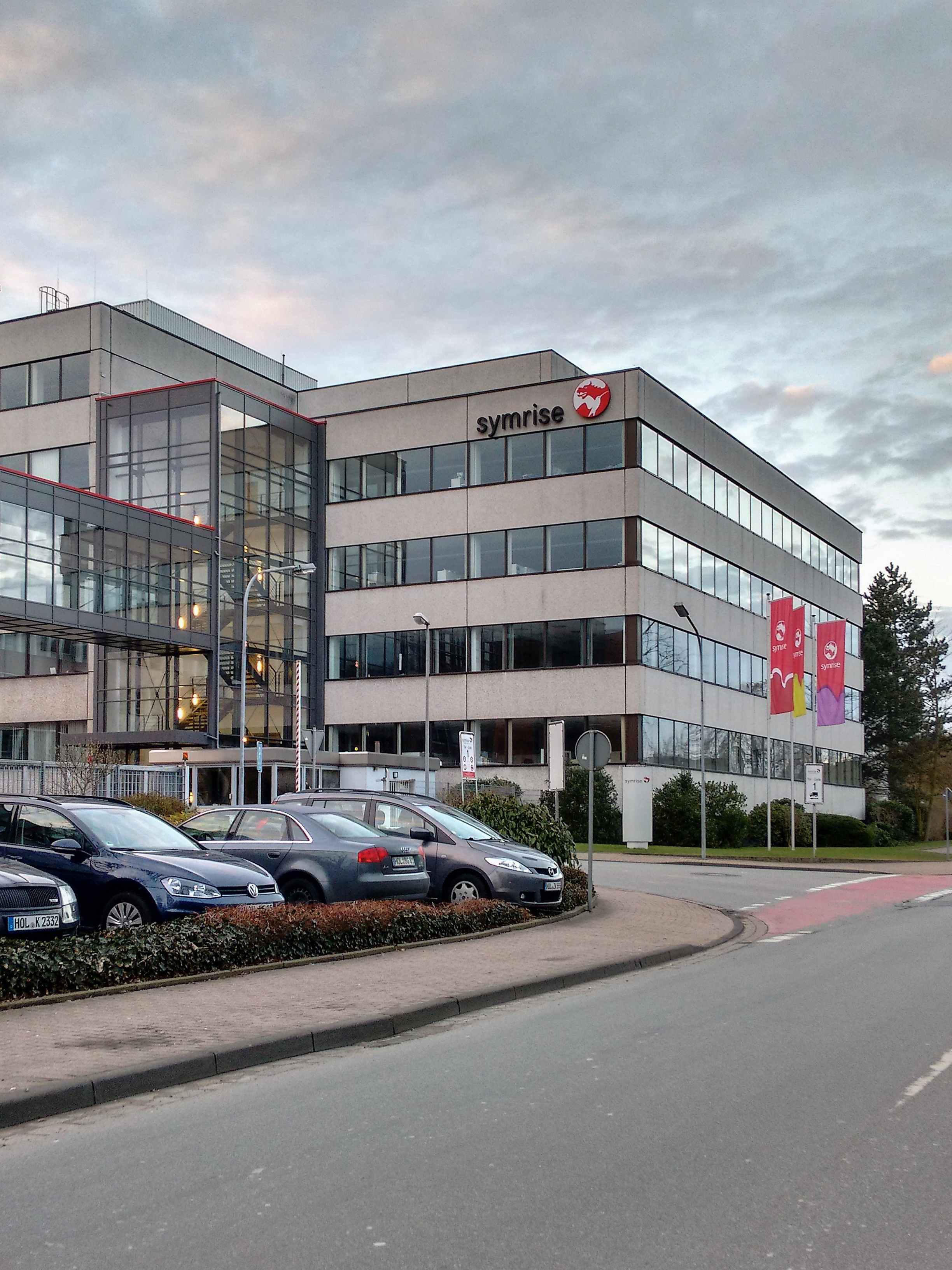
Firmensitz der Symrise AG (2017)

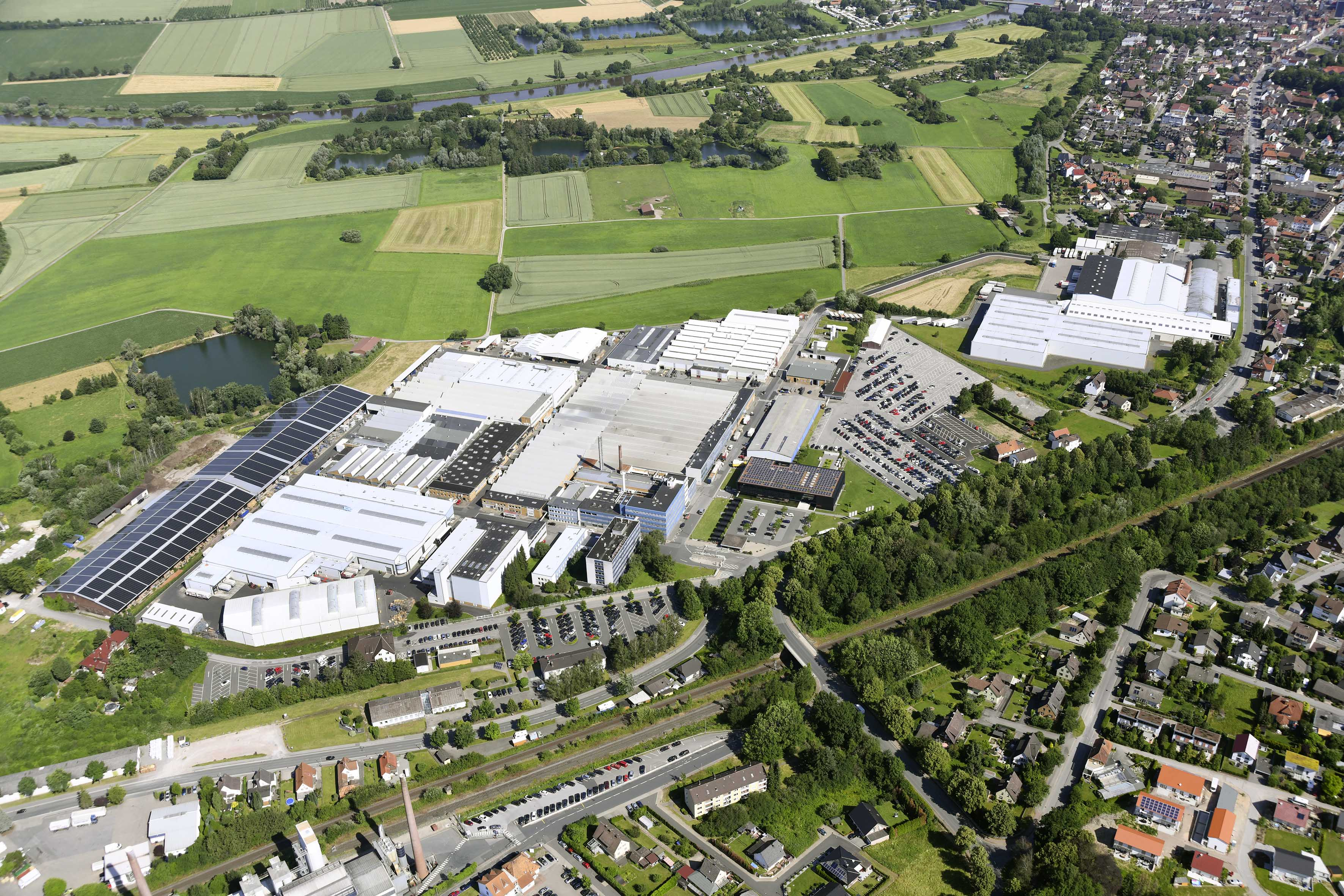
Firmensitz von Stiebel Eltron

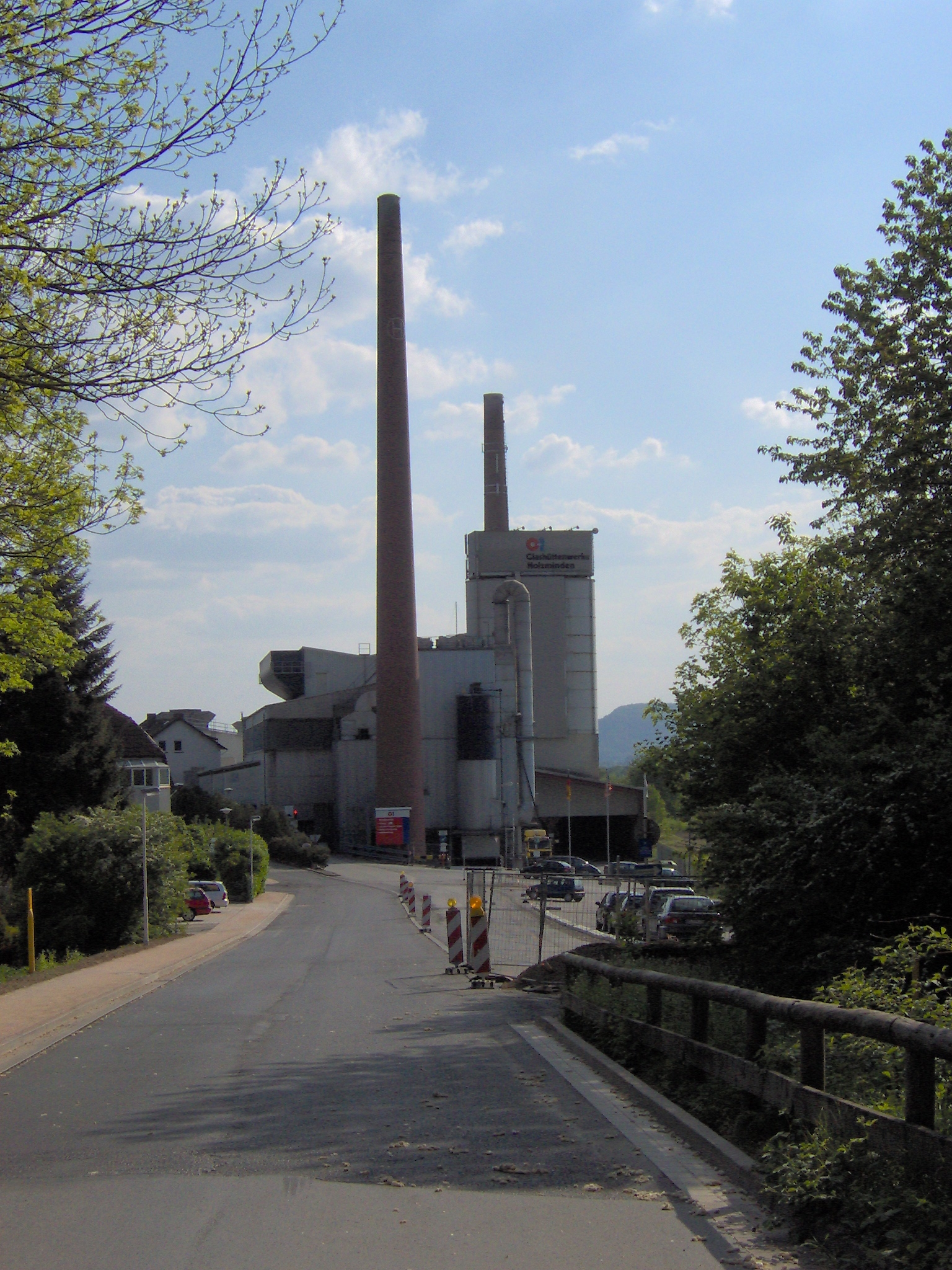
O-I glasspack GmbH & Co. KG, Glashüttenwerk, 2007

Während einst überwiegend die Verarbeitung von Holz und Sollingsandstein eine beträchtliche Rolle in der Stadt spielte, sind es heute verschiedenartige Industrien und ein internationales Zentrum der Riech- und Geschmackstoffindustrie.
Den Grundstein für diesen Industriezweig legte Wilhelm Haarmann 1874 mit der Firma Haarmann & Reimer, die zusammen mit der auch in Holzminden ansässigen Firma Dragoco hier allein mehr als 2000 Mitarbeiter beschäftigte. Aus der Fusion beider Unternehmen ging 2003 Symrise hervor und beschäftigte im Jahr 2015 in der Stadt rund 2500 Mitarbeiter.
Der Stammsitz und das Hauptwerk des Haus- und Systemtechnikunternehmens Stiebel Eltron befinden sich ebenfalls in Holzminden. Der Hersteller von Elektro-, Warmwasser- und Heizgeräten beschäftigt weltweit etwa 3000 Mitarbeiter, davon etwa 1200 in Holzminden.
Verpackungsglas für die Spirituosen- und Nahrungsmittelindustrie erzeugen die O-I glasspack Glashüttenwerke Holzminden mit etwa 500 Mitarbeitern.
Im Ortsteil Allersheim ist die gleichnamige 1854 gegründete Brauerei Allersheim ansässig.
Die Sparkasse im Ort ist seit dem 1. Januar 2008 die Braunschweigische Landessparkasse. Außerdem existieren Filialen der Commerzbank, der Deutschen Bank und der 1932 gegründeten Volksbank Weserbergland, die später mit der im Ortsteil Altendorf beheimateten und 1901 gegründeten Raiffeisenbank Holzminden zur VR-Bank in Südniedersachsen fusionierte.
Die Industrie- und Gewerbestruktur Holzmindens ist darüber hinaus von weiteren zum Teil international bekannten Firmen der Elektroindustrie, Elektronik, Glasverarbeitungsindustrie, des Maschinenbaues und der Druckindustrie zusammen mit einer großen Anzahl leistungsstarker mittelständischer Handwerks-, Dienstleistungs- und Einzelhandelsbetriebe geprägt.

### Militär
Bereits 1770 wurde Holzminden zur Garnisonsstadt. 1909 sollten im Deutschen Kaiserreich 28 Garnisonen neu errichtet werden; 1.350 Städte bewarben sich. Am 1. Oktober 1913 wurde Holzminden auf Betreiben der Stadtverwaltung und mit Hilfe des jüdischen Kommerzienrates Albert Katzenstein Garnisonsstadt des 3. Bataillons „Die Katzensteiner“ des 4. Hannoverschen Infanterie-Regiments Nr. 164 aus Hameln mit 641 Soldaten. Das Regiment gehörte zur 20. Division der preußischen Armee. 1914 wurde das Bataillon abgelöst durch das Infanterie-Regiment 174, und Kasernengebäude wurden erbaut. Während des Ersten Weltkrieges wurde ein Kriegsgefangenenlager für alliierte Soldaten eingerichtet. Im Juli 1918 kam es hier zum größten Ausbruchsversuch des Ersten Weltkriegs. In den 1920er Jahren waren in den Kasernengebäuden zunächst eine Polizeischule, ein Mädchen-Lyzeum und das Finanzamt untergebracht.
Am 1. Oktober 1934 verlegte das in Minden aufgestellte Pionierbataillon der 19. Infanteriedivision unter Führung von Major Hans von Donat (1891–1992) nach Holzminden. Am 15. Oktober 1935 erfolgte die Bezeichnung Pionierbataillon 19, und es übernahm 1937 die Tradition des 2. Elsässischen Pionierbataillon 19 aus Straßburg. Bis 1936 wurden die heutigen Kasernen am Grimmenstein und an der Bodenstraße fertiggestellt und erhielten den Namen „Generalmajor-Unverzagt-Kaserne“, benannt nach dem General der Pioniere der 7. Armee, der als Major in einem der beiden Elsässischen Pionierbataillone gedient hatte. Zudem wurde ein Land- und Wasserübungsplatz an der Weser errichtet. 1938 wurde die Villa Haarmann an den Teichen übernommen und zum Offiziersheim umgebaut. 1938 wurde das Pionierbataillon mit 830 Soldaten an den Westwall verlegt und nahm 1939 am Überfall auf Polen teil. Im August 1939 wurde das Pionier-Ersatz-Bataillon 4 in Holzminden aufgestellt. Das Bataillon tauschte am 1. September 1940 seine Kennnummer mit dem Pionier-Ersatz-Bataillon 19 in Magdeburg. Während des Zweiten Weltkrieges waren in Holzminden auch Kriegsgefangenenlager für britische Offiziere eingerichtet.
Von 1945 bis 1949 dienten die Kasernen den Besatzungstruppen aus Großbritannien und Norwegen. 1949 wurde hier die Bautechnische Bundesgrenzschutzabteilung B Mitte aufgestellt. Nach der Gründung der Bundeswehr im Juli 1956 bildeten die Bautechnische Abteilung des BGS und Teile des BGS aus Hangelar weitgehend das Pionierbataillon 2 der 2. Grenadierdivision mit Sitz des Stabes in Kassel. Am 17. Oktober 1956 hatte das Bataillon eine Stärke von 600 Soldaten. Im Oktober 1957 erfolgte eine Umbenennung in Pionierbataillon 7, das zur 7. Panzergrenadierdivision in Unna gehörte.
Im Februar 1959 kam es zu einem Zwischenfall. Zwei junge Soldaten des Pionierbataillons 7 haben in Holzminden den Kaufmann und Eigentümer eines Kohlenhandels Robert Poock mit einer Holzkeule niedergeschlagen und ausgeraubt. Er verstarb an den Folgen des Überfalls.
Zum 1. April 1960 wurde das Bataillon der 1. Panzergrenadierdivision (später 1. Panzerdivision) in Hannover unterstellt und in Pionierbataillon 1 umbenannt. Aus der 4. Kompanie wurden zuerst die Panzerpionierkompanie 210 und danach die Panzerpionierkompanie 10 gebildet.
Am 19. August 1964 erhielt die bisherige Pionierkaserne den neuen Namen „Medem-Kaserne“, benannt nach Gerhard Medem, Generalleutnant im Zweiten Weltkrieg, Kommandeur der Pionierschule in Dessau und zeitweise ehrenamtlicher Richter am Volksgerichtshof. Medem wurde 1953 wegen Kriegsverbrechen in der Sowjetunion zum Tode verurteilt.
Zum 1. Oktober 2002 wurde das Pionierbataillon 1 zum Panzerpionierbataillon 1 umgegliedert und umfasste 700 Soldaten. Das Bataillon wurde erneut der 7. Panzerdivision unterstellt und anschließend der Pionierbrigade 100 in Minden, die dem Heerestruppenkommando unterstellt war. In diesem Zuge wurde die 5. Kompanie des Pionierbataillon 1, in der sich die Masse der Baumaschinen befanden, aufgelöst. Das Personal des umgegliederten Verbandes rekrutierte sich aus großen Teilen des Pionierbataillon 1, der aufgelösten Panzerpionierkompanie 210, dem aufgelösten Panzerartilleriebataillon 15 aus Stadtoldendorf, Teilen der Instandsetzungsbataillon 71 und der umgegliederten Spezialpionierkompanie 300 aus Höxter. Am 1. April 2003 wurde das Regionale Instandsetzungszentrum Holzminden aufgestellt und dem Panzerpionierbataillon 1 truppendienstlich und wirtschaftlich unterstellt. Im August 2003 wurde die seit 1959 bestehende Panzerpionierkompanie 10 aufgelöst. Am 1. April 2004 wurde dem Bataillon eine Betreuungsstelle für bis zu 100 Lehrgangsteilnehmer im Rahmen der Zivilen Aus- und Weiterbildung (ZAW) angegliedert. Am 1. Juli 2007 wurde das Pionierbataillon 1 zu einem Regiment der Eingreifkräfte und umgegliedert dem Pionierregiment 100 in Minden und der 1. Panzerdivision in Hannover unterstellt. Im September 2008 erfolgte die Indienststellung des nicht aktiven Pionierbataillons 902 Ergänzungstruppenteil 2 als Reserveeinheit in Holzminden.
Am 22. Februar 2013 wurde die Medem-Kaserne in Pionierkaserne am Solling umbenannt. Am 20. April 2013 wurde die erste von drei in Niedersachsen geplanten Kompanien der Regionalen Sicherungs- und Unterstützungskräfte in Dienst gestellt. Die RSUKp Solling umfasst dabei 123 Reservisten.

### Medien
Das 1777 gegründete Unternehmen Druck-Verlagshaus Hüpke & Sohn Weserland-Verlag GmbH, kontrolliert durch die Hüpke & Sohn Verwaltungs-GmbH & Co. KG in Holzminden, ist Herausgeber der Tageszeitung Täglicher Anzeiger Holzminden (Auflage 2014: 9907 Exemplare), zu der auch die Anzeigenblätter „Schaufenster“ und „Weserbote am Samstag (WAS)“ gehören. Der Medienkonzern Verlagsgesellschaft Madsack GmbH & Co. KG (VGM) in Hannover ist mit 30 Prozent beteiligt.

### Gesundheitswesen
Das Evangelische Krankenhaus wurde nach einer im August 2023 angemeldeten Insolvenz zum Ende November 2023 geschlossen. Die anliegenden MVZ behandeln weiterhin ambulant.
Am ehemaligen Krankenhaus befinden sich neben den MVZ auch weiterhin die Rettungswache (RW) des Landkreises Holzminden und die Zentrale Notfallpraxis (ZNP) für den hausärztlichen Notfalldienst.
Weiterhin besteht in Holzminden das Albert-Schweitzer-Therapeutikum, eine Fachklinik für Kinder- und Jugendpsychiatrie.

### Bildung

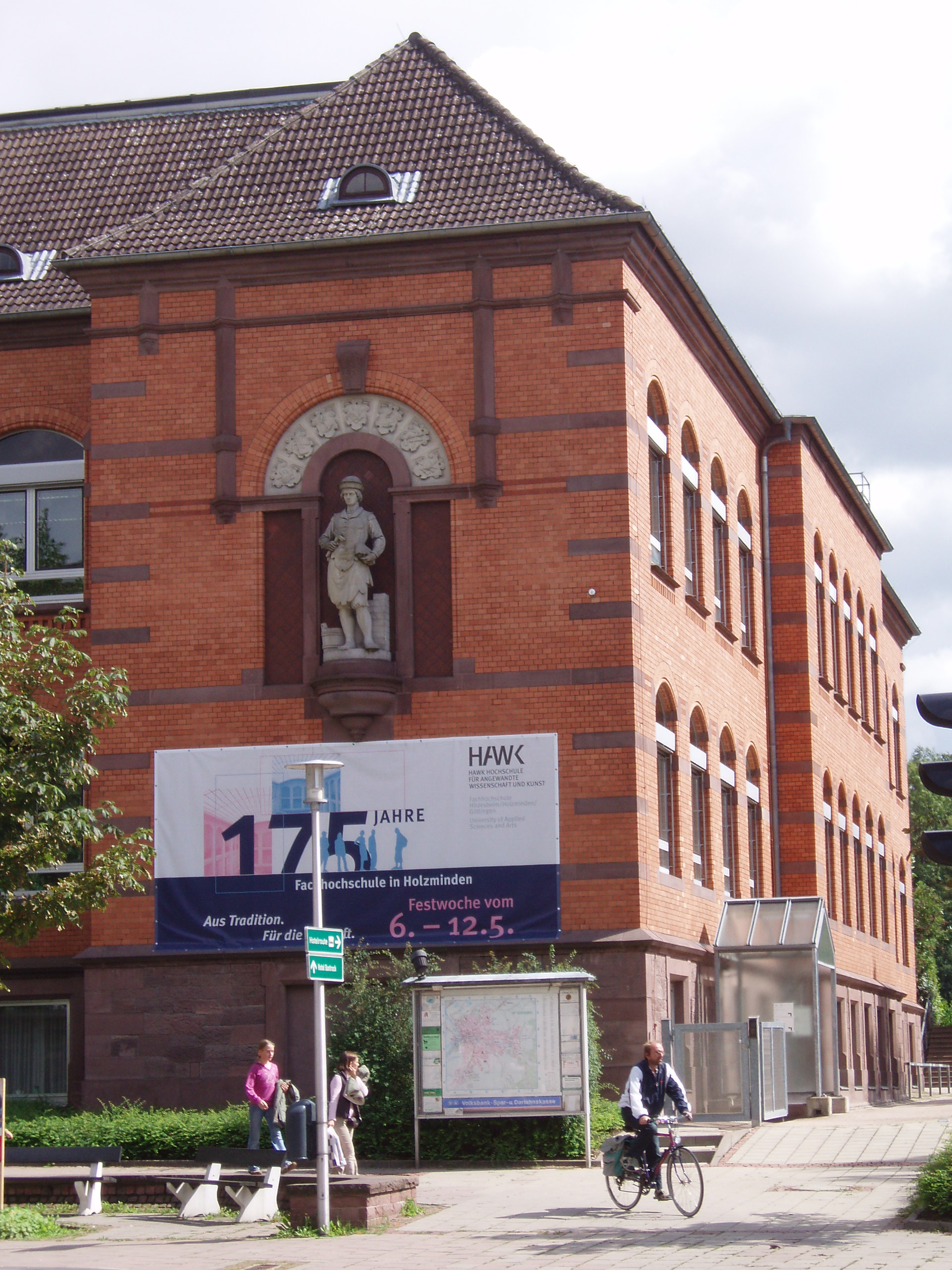
Fachhochschule

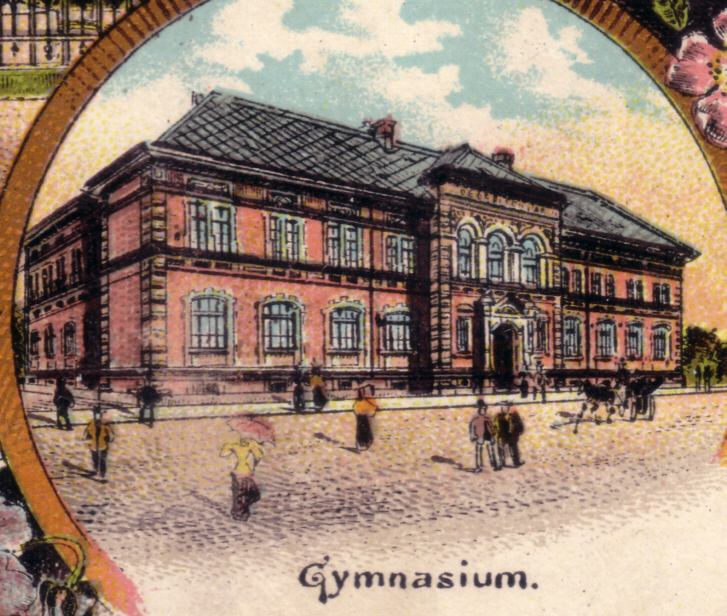
Das Herzogliche Gymnasium in Holzminden – um 1897

- Die Baugewerkschule wurde 1831/1832 von Kreisbaumeister Friedrich Ludwig Haarmann gegründet und ist die älteste Bauschule Deutschlands.
- Die Fachhochschule Hildesheim/Holzminden/Göttingen bietet die Studiengänge Architektur, Bauingenieurwesen, Immobilienwirtschaft, Internationales Bauen, Materialwissenschaft sowie einen Teil der Fakultät Soziale Arbeit und Gesundheit. 2011 wurde die Fachhochschule im Zuge des Bologna-Prozesses in die Hochschule für angewandte Wissenschaft und Kunst – HAWK Hildesheim, Holzminden, Göttingen umgewandelt.
- Die Berufsbildende Georg-von-Langen-Schule, an der man mehrere Schulrichtungen (zum Beispiel: Berufseinstiegsklasse, Berufsvorbereitungsjahr, Berufsfachschulen, Fachgymnasium) verfolgen kann[51]
- Das Campe-Gymnasium Holzminden, gegründet 1569 als Lateinschule im Kloster Amelungsborn
- Das Internat Solling, ein staatlich anerkanntes Gymnasium mit integriertem Internat und wurde am 11. November 1909 ins Leben gerufen[52]
- Oberschule Holzminden – 2018 entstanden aus der Dr. Jasper-Realschule Holzminden, bis 1964 Mittelschule für Jungen und Mittelschule für Mädchen, und der Johannes-Falk-Schule – Hauptschule – Holzminden
- Schule an der Weser, Förderschule mit dem Schwerpunkt Geistige Entwicklung
- Astrid-Lindgren-Grundschule
- Grundschule Karlstraße
- Katholische Grundschule Karlstraße
- Grundschule Neuhaus im Solling
- Kreisvolkshochschule (KVHS) seit 1971
- Musikschule Holzminden e. V. seit 1977

Die Orientierungsschule wurde 2004 aufgelöst. Die Anne-Frank-Schule Holzminden, Förderschule mit dem Schwerpunkt Lernen, wurde 2020 geschlossen.

### Verkehr

#### Straßenverkehr
Holzminden liegt an den Bundesstraßen 64, 83 und 497 sowie am Europaradwanderweg R1 und am Weserradweg. Im Mai 2019 wurden die neuen Tempo-30-Zonen in Betrieb genommen.
Siehe auch: Liste der Straßen und Plätze in Holzminden

#### Schienenverkehr

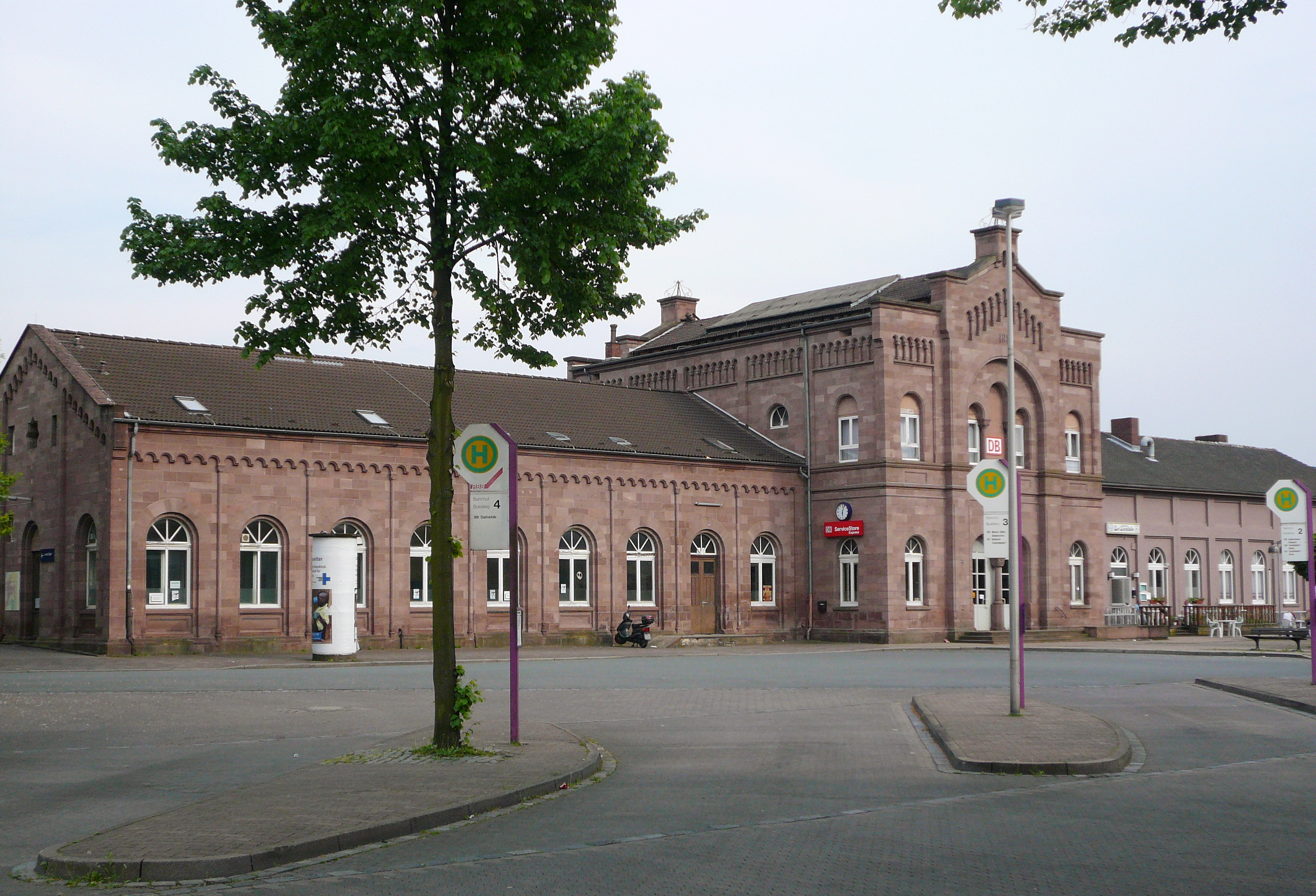
Bahnhof in Holzminden, ehemals preußisch

Der Bahnhof Holzminden liegt an der Bahnstrecke Langeland–Kreiensen. Der von der NordWestBahn betriebene Personenverkehr besteht über die RB 84 nach Paderborn im Stundentakt und nach Kreiensen im Zweistundentakt. Früher war Holzminden zudem Ausgangspunkt der Bahnstrecke Holzminden–Scherfede, die im Personenverkehr 1984 stillgelegt und mittlerweile weitgehend abgebaut wurde.

#### ÖPNV
Für den gesamten öffentlichen Personennahverkehr im Kreis Holzminden gilt der Tarif des Verkehrsverbunds Süd-Niedersachsen (VSN), der hier an den Nahverkehrsverbund Paderborn-Höxter grenzt. Die RBB Regionalbus GmbH (Tochter der Deutschen Bahn) setzt hier den Südniedersachsenbus auf verschiedenen Strecken ein:
- Linie 509: Stadtverkehr Holzminden Ring 1 + Ring 2
- Linie 510: Holzminden – Uslar
- Linie 520: Holzminden – Polle – Bodenwerder – Hameln
- Linie 521: Holzminden – Polle – Bad Pyrmont
- Linie 528: Holzminden – Rühle – Bodenwerder
- Linie 530: Holzminden – Bevern/Stadtoldendorf – Eschershausen – Grünenplan
- Linie 531: Holzminden – Golmbach – Stadtoldendorf
- Linie 540: Holzminden – Stadtoldendorf – Einbeck
- Linie 554: Holzminden – Fürstenberg – Beverungen
- Linie GF39: Holzminden – Bevern – Lobach

In der Kernstadt gibt es einen Stadtbusverkehr, der einen Nordring (Linie 501) und Südring (Linie 502) von insgesamt 40 Haltestellen im festen Ein-Stunden-Takt anfährt.

#### Schifffahrt

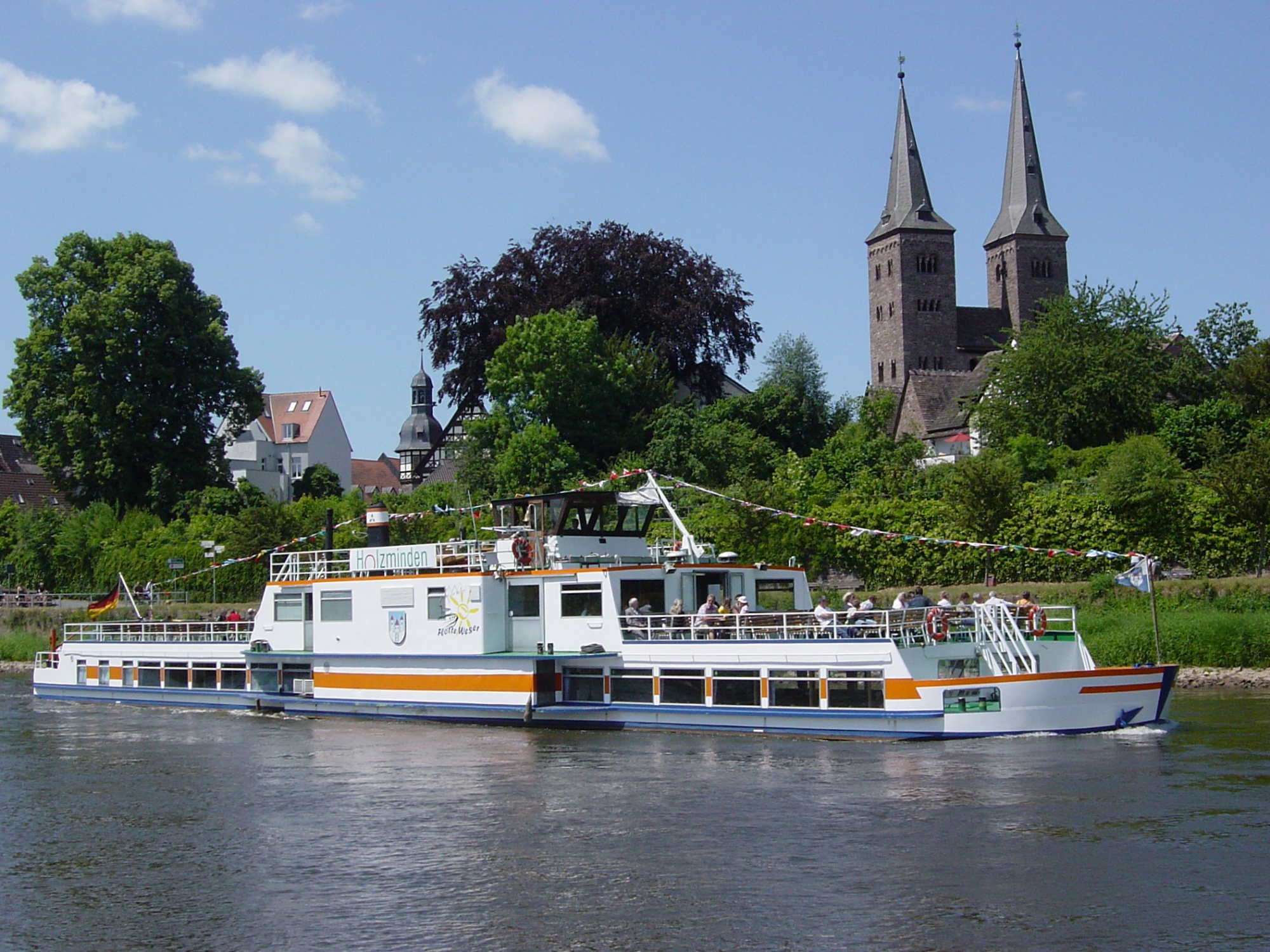
Das Fahrgastschiff Holzminden der Flotte Weser in der Nachbarstadt Höxter

Holzminden liegt an der Weser, die als Bundeswasserstraße ausgewiesen ist. Während die Frachtschifffahrt auf der Oberweser ab 1978 fast völlig zum Erliegen gekommen ist, spielt die Personenschifffahrt noch eine Rolle für den Tourismus. Holzminden wird seit 2009 auch wieder durch die Flotte Weser im Linienbetrieb angefahren.

#### Luftfahrt
Der Flugplatz Höxter-Holzminden liegt etwa 4,5 km Luftlinie südwestlich von Holzminden und ist mit dem Auto über Höxter-Brenkhausen (etwa 15 km) zu erreichen.